# キューティーハニー
『キューティーハニー』は、1973年に永井豪とダイナミックプロによってメディアミックス企画としてリリースされた漫画とアニメの作品名。加えて、いくつかある派生作品のうち、2004年5月公開の実写映画の作品名。また、それらとすべての派生作品における主人公の名前や主題歌の題名。
これまでの魔法少女もの同様、主人公が変身能力を有しているが、その能力の根本には科学的なギミックが据えられているため、厳密にいえば魔法少女の定義には当てはまらない作品だが、内容の近似性から東映魔女っ子シリーズの一作品として扱われることもある。
微妙に作品名が異なる派生作品がいくつか存在するが、個別の記事がないものについては本記事で扱う。正確な作品名については歴代作品を参照。

## 概要
その身に組み込まれた「空中元素固定装置」により、七変化の変身能力と無類の戦闘力を発揮する少女型アンドロイド・如月ハニーと、世界中の宝石や貴金属の独占を狙う犯罪組織パンサークロ―との戦いを、ハニーに夢中である早見一家とハニーとの愉快なやりとりを交えて描く美少女アクション活劇。
空中のあらゆる元素を自在に組み替える力を持つ「空中元素固定装置」でハニーは自在に衣装、所持アイテムを変えられ、その衣装に応じた能力を発揮できる。その中でも、戦いに特化した戦士としての姿が「キューティーハニー」であり、人間をはるかに超える身体能力を発揮することができるようになる。
パンサークロ―の魔の手が伸びた時、「あるときは○○、またあるときは△△、しかしてその実体は…」と謎めいた口上を述べ、「ハニーフラッシュ!」の掛け声と共に如月ハニーからキューティーハニーに変身して「愛の戦士キューティーハニーさ!」と名乗りを上げ、刺客と戦いを繰り広げる。
アニメ版は1973年10月13日に放映された。後年にアニメ版の続編およびリメイク作が多数作られている他、実写映画化、舞台劇化などもなされている。
※ 以下のアニメ化作品は基本的に放送・公開（リリース）順に記載。

## テレビアニメ「キューティーハニー」

### 放送期間など
- 放送期間：1973年10月13日 - 1974年3月30日
- 放送回数：全25話
- 放送時間：毎週土曜日20時30分 - 20時55分
- 放送局：NET（テレビ朝日）系（関西地区は毎日放送）[注釈 3]

制作局であるNETの放送時間が25分であるため、放送時間25分（同時ネット局のバージョン）用と30分（遅れネット局および再放送のバージョン）用が作られた。ANNフルネット局ではキー局バージョンを同時ネットしていた。詳細については、後にほぼ同じスタッフで制作・放映された「マグネロボシリーズ」と共通する部分が多いため、マグネロボシリーズ#放送規格を参照。

### あらすじ
ミッション系の全寮制高校「聖チャペル学園」に在籍する女子高生・如月ハニーはロボット工学研究者・如月博士の愛娘。今日も今日とて厳しい寮長のミハル先生の監視の目をかいくぐっては脱走とさぼりに精を出すお転婆娘である。
ある日のこと、世界規模の犯罪組織パンサークローがハニーの自宅を襲撃する。彼らの狙いは如月博士が開発した、空気中のあらゆる元素を自在に結合させ望むものを作り出すことができるという究極の機械「空中元素固定装置」だった。博士からの連絡を受けて急ぎ自宅へ戻るも時遅く、最愛の父の死に直面し慟哭するハニー。怒りと悲しみの中、ハニーは博士の遺言から、自分が博士の手によって生み出されたアンドロイドであること、空中元素固定装置が自らの体内に隠されていることを知る。
空中元素固定装置を守り抜けという父の遺言を胸に、ハニーは父の仇討ちを誓い、愛の戦士キューティーハニーとなってパンサークローと戦い続ける。

### 登場人物

#### 主人公
如月 ハニー（きさらぎ ハニー） / キューティーハニー
声 - 増山江威子
本作品の主人公。ロボット工学研究者・如月博士の愛娘で、全寮制女子学校・聖チャペル学園に在籍する16歳の少女。学園からの脱走を生きがいと言い切るお転婆な性格。
その正体は、如月博士が心血を注いで造り上げた女性型半生体アンドロイド（人造人間）。骨格や大脳は機械、外見は生体細胞からなるハイブリッド・ヒューマンでもある。その姿は人間と寸分たがわぬほどに精巧に作られており、心臓部分に「空中元素固定装置」が組み込まれている。ロボットながら人間らしい感情と善悪の判断能力を有しており、涙も流し汗もかき、傷を負えば流血もするし痛みも感じる。そして大切な人たちを傷つける悪党に対しては怒りを露にする。
博士はハニーに実の娘同然に愛を注ぎ、ハニー本人でさえパンサークローに如月博士を殺害されるまで自分を博士の実の娘だと思っていた。固定装置の強奪を狙うパンサークローに父を殺害されたことをきっかけにこれらの真実を知ることとなり、空中元素固定装置を守り抜き、父の仇討ちを果たすためにパンサークローと戦うことを決意する。

首のチョーカーのハート部分のスイッチを操作することで「ハニーフラッシュ!」の掛け声とともに空中元素固定装置を起動し、自由自在にあらゆる姿に変身でき、それぞれの姿のときはその道のプロフェッショナルとしての能力を発揮することができる。それらの中でも究極的な戦士としてのスタイルが「キューティーハニー」である。この姿のときの彼女は、走力、腕力、跳躍力など人間の4倍の能力を有し、他にも長剣・シルバーフルーレやハニーブーメランなどの武器を使い、さらには反重力ブーツで壁や天井を走ることもできる。一般的なスーパーヒーローに比べればハニーの能力は控えめと言えるかもしれないが、如月博士の言葉を借りれば、これは「ハニーが人間の心を理解できるように人間の能力を大きく越えたものにしなかった」という理由からくるものである。
漫画版では人間と同じく食事でエネルギーを摂っておりエネルギー不足でピンチに陥る描写（空中元素固定装置が使えなくなる）があるが、アニメ版では2話でカップ麺を食べる描写があるもののエネルギー源については特に言及はなく、固定装置の起動に影響する様子も描かれたことはない。また、漫画版では尿意を感じている場面がある（噴水に飛び込んで放尿している）。
空中元素固定装置による変身や物質の製造は自分の回りにある物質や空気を一度元素レベルまで分解し再構成することで行われる。変身時に服が飛び散るのはこのためで、髪の長さや色も同様に固定装置の力で変化している。服装から武器のような重金属までその場で作ることが可能。
ハニーとパンサークローの関係は、ハニーから見ればパンサークローは自分たちの欲望で父を殺害した「憎き仇敵」であり、パンサークローから見れば、空中元素固定装置を持つハニーは「あらゆる物質を生み出せる宝の山」である。
ハニー七変化
如月ハニー
基本の形態であり、極普通の人間の少女としての仮の姿。普段はこの姿で女子学生として過ごしている。
形態独自の能力は持たないが、アクロバティックな動きで敵を翻弄し素手で敵の下っ端と渡り合ったり、バスの床を拳ひとつでぶち抜き鉄板を引き剥がしたり、大の大人を担いだまま片手で大車輪を披露したりと、身体能力自体は変身時にも劣らず高い（キューティハニーを除く各形態時も同様）。
ハリケーンハニー
ライダースーツに身を包んだ黒髪長髪の天才レーサー。バイクを始めあらゆるメカを自在に使いこなせ肉弾戦にも強い。
その能力から主に移動手段として活用されるため使用頻度が最も多い。
ファンシーハニー
ファッションモデル。妖艶な美貌と色仕掛けで敵を惑わせ、シガースティック型の吹き矢で牽制する。
フラッシュハニー
女性カメラマン。主に様々な場所に取材と称して潜入する際に用いられた。
ミスティーハニー
ロック歌手。インパクト抜群の歌で敵を引きつけながら戦う他、敵の目を欺くため流しのギター弾きとして振舞うこともある。
アイドルハニー
国際線のスチュワーデス。元より戦闘向きの職業ではないため、使用頻度は低い。
キューティーハニー
特定職業のモチーフを持たない、真の姿とも言うべき戦闘形態。戦闘に特化した姿で他形態時をはるかに凌駕する身体能力を発揮し、専用の武器である白銀の長剣シルバーフルーレを用いて戦う。
本編中ではこれら以外にも状況に応じて様々な姿に変身して戦った。
ハニーの武器・能力
空中元素固定装置
空中に分子の形で存在する元素を選り分けて随意に結合させ、あらゆる物質を作り出す装置。起動の際には眩い光を放つ。
最終決戦でハニーの胸部、心臓の下辺りに固定されていることがパンサークローの施したスキャニングによって暴かれている。
チョーカーのハート飾りが起動スイッチとなっているため、チョーカーを奪われると変身が封じられてしまう（17話）。
漫画版では起動にエネルギーを必要とし、エネルギー切れによってピンチに陥る場面が描かれている。
シルバーフルーレ
キューティハニー形態時の接近戦用武器で白銀の長剣。普段は刃を縮めた状態で履いている反重力ブーツに収めてあり、引き抜くと同時に刀身が伸びる。
ファイヤー、ハニービーム、サンダードロー、ハニーストーム
シルバーフルーレの先端から放つ遠距離攻撃技。ファイヤーは火炎（4話）、ハニービームは光線（8話）、サンダードローは電撃（17話）、ハニーストームは風の渦（23話）を放つ。
ハニーブーメラン
投擲武器。左腕に巻いたハートマーク付きのリボンをブーメランに変形させて投げる。本体は鋭い刃となり、直撃した相手を切り裂く。形態の如何にかかわらず使用可能。
シーンによってハートの向きが逆だったり、色が異なったり、突起が付いていたりと作画が一定していない。
反重力ブーツ
履いているブーツの内部に仕込まれた反重力装置により壁や天井を歩くことができる。
ハニービーム
チョーカーのハートマークから一瞬にして放たれる強烈な光線。
ハニースペシャル
最終回のみ使用。空中元素固定装置をフル稼働させて大量の宝石を作り出し、シスタージルに放って隙を作った。
イヤリング
左耳のイヤリングの飾りに通信機による通話機能（1話）やラジオの受信（2話）、離れた場所の物音や音声を拾って聞き取る（2話）、超音波の探知（9話）などの多彩な機能が搭載されている。
透視能力
とんぼ眼鏡をかけることで壁の向こうを透視して見通せる（6話、14話）。

#### 主人公を支える人々
早見 団兵衛（はやみ だんべえ）
声 - 富田耕生
早見家の当主。体は小さいが武芸百般に通じ、忍術の使い手でもある。年齢にそぐわないその身体能力で、パンサークローとの戦いにおいて相手戦闘員を翻弄するなど、しばしばハニーをフォローする。しかしここぞというところでドジを踏んだり太刀打ちできずにあっさり負けてしまったりと、肝心な時に役に立たないことも度々。
息子と行動を共にするハニーの父親代わりを自認し、ハニーがアンドロイドであることを知っても以前と同じように我が子のように可愛がるなど人情に篤く、ハニーにも「おじさま」と呼ばれ慕われている。自宅と学生寮を破壊され、住むところを失ったハニーを自宅に引き取って面倒を見つつ息子と共にハニーをサポートする頼もしさの一方で、息子たちとハニー争奪戦を繰り広げたり、順平と一緒にハニーの入浴姿を覗くなど、下心丸出しのスケベオヤジでもある。
青児や順平からは「父上」と呼ばれている。
早見 青児（はやみ せいじ）
声 - 森功至
早見家の長男で東日新聞の記者。バイク走行中に、ハニーの最初の変身であるハリケーンハニーへの変身の場面に出くわし、後をつけてきたことでパンサクローの如月家襲撃の場面に居合わせる。スクープ狙いでハニーに話を聞こうとするものの、空気を読まないその行動に激昂したハニーの張り手をくらい、泣きじゃくる彼女の姿を見て心を入れ替え、スクープをあきらめてハニーに協力し共にパンサークロ―と戦うことを誓う。その後、ハニーが如月博士を象ったロボットの口から遺言を聞く現場に立会うこととなり、ハニーの素性と過酷な運命に同情して様々な面で彼女に協力する。
正義感があり長身で割と端整な容姿だが、格闘はあまり強いとは言えず、どちらかといえばブレーン的な役割を担う。ハニーと近しいがゆえに敵に標的にされることも度々で、ハニーの足を引っ張ってしまうこともある。戦いの中で次第にハニーと惹かれ合い、家族公認の恋人となる。ハニーからは「青児さん」、団兵衛からは「青児」、順平からは「兄上」と呼ばれている。
早見 順平（はやみ じゅんぺい）
声 - 沢田和子
早見家の次男。父親譲りのスケベな小学生（兄・青児とは親子並みに歳の差があることになる）。「恋の戦士」を自称し、「ハニーおねーさまー」と叫んでは何かにつけてハニーに抱きつこうとする。ミヨちゃんという同級生の彼女がいるが、いつもハニーに夢中なので嫉妬され、よく殴られる。
ハニーがアンドロイドであることを知った直後は団兵衛共々戸惑うが、その事実を受け入れ、以降も姉のように慕う気持ちはスケベ心と共にまったく変わらない。ハニーからは「順平ちゃん」と呼ばれて可愛がられているが、執拗にハニーの体に触るなどの悪戯が過ぎてお仕置きを食うこともある。
なお、父からは戦闘力も受け継いだらしく、少年ながらかなり腕っ節も強い。足手まといになることも多いが、ハニーの窮地を救うこともある。
早見 直次郎（はやみ なおじろう）
声 - 増岡弘、西崎章治（第23話 - 第25話）
パラダイス学園の番長で団兵衛の甥、青児・順平の従兄弟。ゴリラのような大男だが、ハニー転校時に勝負を挑むも敗北し、番長の地位をハニーへと譲った。戦闘力も高く、パンサー団員程度なら倒せる実力がある。
如月猛博士（きさらぎ たけし はかせ）
声 - 八奈見乗児、峰恵研（第16話）
ハニーの父。博士号を持つ科学者でロボット工学の研究者。空中元素固定装置の発明者であり、アンドロイドであるハニーの産みの親でもある。
空中元素固定装置を狙うパンサークローの差し向けた刺客の襲撃を受けて殺害され、ハニーとの再会も間に合わぬまま死去した。
自分そっくりのロボットに仕込んだテープにハニーの本当の素性と空中元素固定装置についての遺言を残しており、父の仇討ちと空中元素固定装置を守り抜くという2つの使命がハニーの戦いの動機となった。

#### 聖チャペル学園
アルフォンヌとポチは、永井豪の初期ギャグマンガのヒット作『キッカイくん』のレギュラーキャラクターを女体化の上で流用している。
常似 ミハル（つねに ミハル）
声 - 津田延代
ハニーが在籍するミッション系の全寮制高校「聖チャペル学園」の教師兼舎監。生徒たちからは陰で“ヒストラー”と呼ばれている。抜け出し・サボリの常習犯であるハニーの天敵。あだ名の通りヒステリックな性格で、ハニーの脱走を目の当たりにした際には口汚い口調でわめき散らしながら追いかけるのが定番である。
聖チャペル学園の崩壊に巻き込まれるも辛くも生き延びた後はその再建に執念を燃やし、資金捻出のためにパラダイス学園に清掃員としてもぐりこみ、後に正職員として赴任した。
本人曰く「ハニーをいじめるのが自分の楽しみ」だが、そんな少々曲がった動機の上ではあるもののいざという時には体当たりでハニーを助けたりと思いやりもある。
アルフォンヌ
声 - つかせのりこ
聖チャペル学園の女性教師。女性だが大柄な体格でアゴも大きくちょびヒゲや足にはむだ毛も生えており、時々自分のバストを両手で上下させながら喋る妙な癖がある。ミハルに比べるとかなりハニーなどの生徒たちに対する対応は甘い。レズビアンの気があり、美人や可愛い女の子が大好きでハニーが特にお気に入りで、常にヒストラーから庇ったり、時には脱走の手助けをしてくれることもあり、生徒として以上の好意を持っているらしく、何かあるごとにくっついてくる。
学園の崩壊時は学校を離れていたため難を逃れており、後にミハルに遅れてパラダイス学園の教師となった。
ポチ
声 - 山本圭子、田の中勇（第21話）
聖チャペル学園の校長。小柄で丸顔、目の下に茶色い隈（くま）がある。
夏子（なつこ）
声 - 吉田理保子、渡辺典子
ハニーの同級生で、寮で同室の大親友。ハニーが学校を脱走する際にはいつも手助けしている。
学園がパンサークローの襲撃を受けた際、侵入してきたシスタージルが変装を解く現場を目撃しており、本人の面前で校長にパンサークローの手のものだと訴えるハニーに同調したため標的にされてしまい、ハニーが駆け付けるも時遅くジルの展開するバリアの摩擦熱で致命的な火傷を負わされてしまう。ジルが撤退した後、ハニーの腕の中で静かに息を引き取った。ハニーにとって彼女の死は自ら後を追って死のうと思い詰めるほどまでに重いもので、パンサークローとの戦いにさらなる理由を与えることとなる。

#### パンサークロー
世界中の富の独占を目論み、宝石・貴金属や美術品を強奪・収集する世界的犯罪組織。幹部・怪人は全て女性。組織名は「豹の爪」の意。

##### 上層部
パンサーゾラ
声 - 津田延代
パンサークローの首領。ハニーの空中元素固定装置をつけ狙う。
シスタージル
声 - 渡辺典子、北浜晴子（第12話）
パンサークローの大幹部兼日本支部長で、空中元素固定装置強奪作戦の実質的な指揮官。ゾラの妹でありパンサークローの魔女でもある。ゾラを「お姉様」と呼び、パンサーたちを「かけがえのないお友達」と呼ぶ。
自らも電磁ムチを武器として戦い、極めて戦闘能力は高い。また魔女だけあって幻術を行使することもでき、最終話でアジトにおびき寄せたハニーを強烈な幻覚に陥れて翻弄している。冷酷非道な性格で、ハニーの親友である夏子を容赦なく焼き殺し、敗北した仲間を躊躇うことなく見捨て、仲間の体内に内密に爆薬を仕掛け爆弾として利用し、聖チャペル学園校舎を爆破するなどの行為も平然と行う。
最終回における決戦時、ハニーが空中元素固定装置をフル稼働させて作り出した大量の宝石に夢中になった隙を突かれ、ハニービームで破壊され崩れ落ちてきた像の下敷きとなり絶命した。
漫画版では、その正体はゾラのペットの豹であった。

##### 怪人・団員
パンサー怪人
様々な特殊能力を持つ精鋭揃いの女怪人たち。パンサーゾラやシスタージルの召喚に応じて現れ、宝石や美術品、そして空中元素固定装置強奪のために暗躍する。
倒されるとパンサー団員と同じく高音と共に気化して消滅、もしくは爆散する。彼ら自身は「アンドロイド」であると述べている（第12話）が、シーパンサーのように幻獣である人魚を改造したサイボーグも存在する。
名前はパターン化されており、ほとんどが「○○クロー」か「○○パンサー」のいずれかである（唯一の例外はアイアンサドー）。
ブラッククロー
声 - 北浜晴子
第1話のゲストパンサー。鋭い獣の爪を左手に備えた怪人。
如月邸2度目の襲撃の際に姿を現してハニーと交戦し、取り外し可能な左手の爪てハニーを壁に磔にしてとどめを刺そうと襲い掛かるが、塞がれた右手に握っていたシルバーフルーレを蹴落として左手に持ち替えたハニーに串刺しにされ死亡した。
ファイヤークロー
声 - 北浜晴子
第2話のゲストパンサー。両の指先すべてが火炎放射器になっている怪人。
清児を負傷させて入院させた上でパンサー団員を手引きし、罠を張ってハニーを待ち構えるも1度はとり逃してしまい、自宅に逃げたハニーに対し、お見舞いに来ていた団兵衛と偶然ハニー宅に来ていた順平を人質にとって固定装置の場所を教えるように迫る。
最終的に、教えると嘘をついたハニーに離れた場所におびき出され、パンサークロー専用の気球上での決闘の末にとどめを刺されて落下し、如月邸に激突して爆散した（このためにハニーは自宅を失った）。
トマホークパンサー
声 - 中西妙子
第3話のゲストパンサー。両刃の斧の形をした羽で空を飛び敵を切り裂く怪人。
バッドフライクロー
声 - 北浜晴子
第4話のゲストパンサー。自在に飛行するコウモリの羽を持つ怪人。
タランチェパンサー
声 - 中西妙子
第5話のゲストパンサー。蜘蛛の姿をした怪人。蜘蛛糸による拘束と催眠術、頭髪から発する火炎を自在に操る。
大エジプト展から盗んだファラオの王冠を盗み出し、追ってきたハニーを捉えて飛行機をハイジャックしゾラの下へ向かおうとするが、拘束を解きエジプト人に変装したハニーに裏をかかれ交戦する。手下のパンサーの銃撃で壊れた窓から吸い出されたハニーを追って自ら外へ向かい、飛行機の機体上でハニーを再度蜘蛛糸で拘束するが、意図的にシルバーフルーレを握らされたところに落雷の直撃を受け落下していった。
シザースパンサー
声 - 北浜晴子
第6話のゲストパンサー。ハサミ状の右手を武器とする怪人。
トレアドル公国の王女ダーティー・マリーの持つ王位継承の証・クイーンマリーを奪うため、王女をおびき寄せるべく遊園地シザーズランドを建設するが、偶然遊びに来ていたハニーに目論見を知られ、交戦の末に敗れた。
アイアンサドー
声 - 中西妙子
第7話のゲストパンサー。鞭を武器とし、ペットである黒豹ジャンゴを従える怪人。
ジャンゴに国宝級の仏像を盗ませ、対となるもう1つの仏像を盗み出させたところでハニーの追跡を受けたジャンゴが負傷したことに怒り、国際サーカス団に潜伏してハニーをおびき出し交戦の末に死亡した。
オクトパンサー
声 - 北浜晴子
第8話のゲストパンサー。タコの如き軟体上の体と伸縮自在の吸盤付きの手足を持つ怪人。
ジャンボパンサー
声 - 中西妙子
第9話のゲストパンサー。尋常離れした巨体と覆面レスラーのような姿をした怪人。超音波を発する指笛で鳥を凶暴化させて操る他、空気の満たされた風船状の体を膨らませることで高所からゆっくりと降下できる。特徴的な体つきからハニーから空気デブ呼ばわりされた。
鳥を操って市街地をパニックに陥れた上で、ミハル先生とアルフォンヌ先生を人質にとってハニーをおびき寄せ、怪力と超音波の力で変身したハニーを圧倒するも、交戦の末に体を貫かれ、空気の抜けた風船のように萎みながら死亡した。
カッタークロー
声 - 北浜晴子
第10話のゲストパンサー。幻術を操る魔女怪人。
催眠術で順平に死の予言から救われるにはハニーに頼るしかないと思い込ませて恐怖心を煽らせ、幻術で作り出した古城に誘い込んでハニーを倒そうと目論んだ。
ブレストクロー
声 - 中西妙子
第11話のゲストパンサー。オオカミの頭部を持ち、その胸部は強力な怪力を発揮する腕に変化する。
黄金郷のうわさを聞きつけて地下発掘現場へやってきたハニーと交戦の末、シルバーフルーレの投擲で貫かれ死亡する。
シーパンサー
声 - 北浜晴子
第12話のゲストパンサー。妹を欲深い人間に殺された憎しみから自らゾラの軍門に下り改造手術を受けてパンサー怪人となった人魚。本名はマララ。
自在に天候を操る力持ち、恨みを晴らすべく幽霊船を操って人間の乗る船を悪天候に晒した上で砲弾で沈め続けていた。
妹のチルルが流した涙で出来た赤い真珠を奪うべく豪華客船上で行われたファッションショーの現場を襲撃するが、ハニーとの交戦で一時撤退し、幽霊船に乗り移ってきたハニーと再度交戦する。人にも善の心があると伝え、お前とは戦いたくないと訴えるハニーの説得に耳を貸さずに暴れ続けた末、シルバーフルーレの投擲によって刺し貫かれ海に落下して果てた。
人間の欲望によって運命を狂わされた彼女たち姉妹を思い、赤い真珠はハニーの手によって海底に沈められた。
ブレードパンサー
声 - 中西妙子
第13話のゲストパンサー。二振りの長剣を装備した青いツインテールの怪人。
旅行に来たハニーと早見一家の道中に様々なわなを仕掛けており、旅館を襲撃の末人質に取った早見一家をロープウェイに乗せその屋根にダイナマイトを仕掛けて稼働させ脅迫する。
変身したハニーとロープウェイのワイヤーの上で丁々発止の剣劇を繰り広げた末、隙をついて団兵衛と順平を救い出され、残された清児を盾に再び脅迫するが、隙をついて青児を奪還されてしまい、その拍子にバランスを崩して落下死した。
ダイナマイトクロー
声 - 北浜晴子
第14話のゲストパンサー。体の表面のいたるところに球状のダイナマイトを装備した怪人。
シスタージルと共に「転入生とその親」を装って聖チャペル学園に潜入するが正体を見破られ、ハニーと交戦の末に打倒された後にジルに見限られてしまい、知らぬうちに体内に仕掛けられていた爆弾で人間爆弾として利用され、大砲で吹き飛ばされて校舎ごと爆散した。
スネークパンサー
声 - 中西妙子
第15話のゲストパンサー。チャペル学園の崩壊後、生き残ったハニーを殺すべく遣わされたパンサクローきっての殺し屋。両端に銛状の突起が付いたワイヤーと口から吐き出す炎を自在に操る。
負傷させられたアルフォンヌとミハルをかくまった早見一家を襲撃して自宅を焼失に追い込んだ後、ジルの写真を公表しようとしていた東日新聞社を爆破して逃走するがバイクで追ってきたハニーの銃撃で港町に墜落する。交戦の末、氷の貯蔵庫に誘い込まれ、自らの炎で溶け崩れた氷の塊の下敷きになり致命傷を負う。そして下半身が大蛇のような姿をさらけ出して襲い掛かるも、シルバーフルーレの一撃を受けて死亡した。
漫画版では聖チャペル学園の襲撃に加わり、エネルギー切れで窮地に立たされたハニーをワイヤーで木に磔にして追い詰めるものの、固定装置の力でニトログリセリンに変化させた唾液を吹きかけられたことにより爆殺された。
スピンクロー
声 - 弥永和子
第16話のゲストパンサー。特徴的な髪形の黒髪と妖艶な女の姿をした怪人。鋭い歯の突いた円盤や棘状の髪の毛を武器とする。
マナコ王国の国営カジノの管理を任されていたが、潜入してきたハニーに抵抗しつつ逃走をつづけた末、シルバーフルーレの一突きで死亡した。
オーロラパンサー
声 - 沢田敏子
第17話のゲストパンサー。二本角の鬼のような姿をした怪人。オーロラの嵐を自在に操り、催眠オーロラで人や動物を意のままに操る力を持つ。
その力で南極基地の人々を狂わせ、取材に来ていた青児をギャングと思い込ませてハニーと敵対するよう仕向け、空中元素固定装置の起動装置となっているチョーカーを奪い取ると同時に、装置の本体がハニーの体内に隠されている事実を突き止める。
しかしハニーたちと共にやってきていた順平にチョーカーを奪い返され、変身したハニーに倒された。
コーラルクロー
声 - 弥永和子
第18話のゲストパンサー。ピグモンに似た姿の女怪人。口から吐き出す火炎と背中から発車する刺を武器とする。人工の火山島の噴火でハニーたちが乗っていた客船を攻撃し、救命ボートで逃げてきた彼女と早見一家をシマに誘い込んで始末しようと目論んだ。
団兵衛を人質にとって火山の火口でハニーたちを追い詰め、団兵衛を火口に落としてしまう。助けに向かったハニーに襲い掛かるが、火口に落ちた団兵衛と早見一家を救い出された後、ハニーとの交戦中に炎を火山の噴火口に発車して噴火を誘発させ、ハニーを殺そうとする。そして一騎打ちの末に討たれ、自ら火だるまになってマグマに飛び込み噴火の誘発と引き換えに死亡した。
ピューマンクロー
声 - 沢田敏子
第19話のゲストパンサー。豹の姿をした4足歩行の怪人。蛇の頭が付いた尾と素早い動きで相手を翻弄する。
西部の荒野の岩山に密かにアジトを築いて水爆発射基地の建設を指揮しており、秘密に近づいた人間たちを拉致していた。資材運びのためのUFOを見てパンサークローの関与を察知したハニーたちの追跡を受け、ハニーと交戦の末、高速移動による目くらまし攻撃を見破られて討たれた。
クロコダイルクロー
声 - 弥永和子
第20話のゲストパンサー。ドクロのマスクとマントを身に着けた怪人。先端がワニの口になった触手状の右腕と、振り回すことで手斧のような鋭い刃になるマントを武器とする。
ムー大陸の地底に隠された財宝を発掘中、同じく財宝を探しにやってきたハニーたちを底なし沼に誘い込むが、密林のサルたちの手によって救い出され、財宝のありかでハニーと一騎打ちの末、シルバーフルーレの一撃で死亡した。
ツインパンサー
声 - 千々松幸子（ツインパンサー1）、吉田理保子（ツインパンサー2）
第21話のゲストパンサー。ツインパンサー1、ツインパンサー2の2人組からなる怪人。大型バイクと戦車型の小型牽引車に分乗し、富士山麓縦断ラリーに参加中のハニーたちを襲撃した。
ハニーたちを追い詰めてひき殺そうと迫るが、返り討ちに合い死亡した。
グレートクロー
声 - 弥永和子
第22話のゲストパンサー。マジックを使い、そのステッキから出る糸で人を人形のように操る。
パラダイス学園の男子生徒たちを操ってハニーを襲わせようとしたが退けられ、一騎打ちに持ち込んでマジックを利用してハニーに迫るも見破られて討たれた。
スコーピオンパンサー
声 - 野沢雅子
第23話のゲストパンサー。サソリの姿をした女怪人。
尾の強力な毒針で青児の身動きを封じ、取材と称してパラダイス学園に行こうとしていた彼に成り代わって学園に侵入する。転入生歓迎会のレクリエーションの真っ最中に乱入し、ハニーを出し抜いて学校の新番長を自称し、男子生徒たちをいいように手玉に取ってハニーと直次郎を縛り上げ、車で引き回して痛めつけた。青児とミハルによってハニーを救い出された直後に正体を現し、変身したハニーと交戦の末に敗れた。
ドリルクロー
声 - 沢田敏子
第24話のゲストパンサー。頭と両腕の先端にドリルを装備した怪人。その力で地中を自在に掘り進むことができる。パラダイス学園を地中に陥没させた張本人。
「パンサークロー第一の勇者」の通り名の通り、卑怯を嫌い正々堂々を旨とする武人肌の性格で、ハニーとの一騎打ちを望んでいた。しかし、パンサークローらしかぬその性格を忌み嫌ったシスタージルの密かな手回しにより、早見一家が人質に取られハニーが不利になるよう仕向けられていたことを知って憤慨し、決闘を中断して早見一家を解放する。そして改めて決闘を挑み、小細工なしの真っ向勝負を挑んだ末に敗北し、その心意気に敬意を払ったハニーに看取られながら溶解していった。
イーグルパンサー
声 - 弥永和子
第25話のゲストパンサー。鷲の姿をした怪人。翼をはためかせることで猛風を巻き起こす。
パラダイス学園の遠足で出かけていたハニーたちのトラックを襲撃し、森の中に誘い込んで襲い掛かるも敗北。しかし、その真の目的は露払い役であり、自らの体を燃やして発生させた煙でハニーの視力を奪いジルが仕掛けた罠へ誘導した。
パンサー団員
声 - 山田俊司、矢田耕司、はせさん治他
シスタージルや怪人の手足となり、犯罪を働く組織の下部構成員。全て男性型である。豹を模した覆面とソフト帽、全身タイツにジャケットという青系の色合いをした服装で統一されており、主な武器としてナイフ、ルガーP08、トンプソン・サブマシンガン、バズーカなどを使用する。なお、ジャンボパンサーは彼らを「パンサークロー」と呼んでいた。
正体は人造人間であり、倒されると耳障りな高音と共に溶けて（気化して）消滅する。戦闘力は普通の人間並みで、団兵衛などに骨や内臓を破壊されて（体内断面図が描写される）倒されることも多い。

### 作中用語
聖チャペル学園
ハニーが在籍する全寮制のミッション系女子高校。奥多摩の丘の上にある。第14話にてシスタージルの襲撃を受けて破壊され、崩壊した。
殺害された夏子以外の他の生徒は始業式の延期通知が届けられていたため難を逃れたが、ハニーと夏子は2人をおびき出そうとするヒストラーの企みで通知が届けれられていなかったため襲撃に巻き込まれてしまった。
漫画版においては禁断の女の園と呼ばれており、生徒は勿論教師に至るまで女性で占められ、さらに所在地が山の中で市街地まで車で1時間という隔絶された環境ゆえに生徒を含めた関係者全員にレズの気がある学校として描かれている。こちらもパンサークローの襲撃によって崩壊するが、夏子のみの死に留まったアニメ版と違い、ハニーを除く関係者全員が死亡するという惨事となった。

パラダイス学園
第22話から登場。聖チャペル学園崩壊後、ハニーが団兵衛の勧めで入学した高校。共学校だが、男子生徒たちの素行の悪さに辟易して女生徒が逃げ出してしまっており、ハニーが来たときには男子校同然と化していた。後にアルフォンスやヒストラーも教師として赴任する。
前衛的なスタイルの校舎は一見立派だが、実は建物は安普請のハリボテ。第25話でドリルクローが発生させた地震によって地中深くに陥没した。

### スタッフ
- 原作 - 永井豪
- 企画 - 勝田稔男
- キャラクターデザイン - 荒木伸吾
- 美術デザイン - 浦田又治
- 音楽 - 渡辺岳夫
- 撮影 - 菅谷信行、菅谷英夫、佐藤隆郎、相磯嘉雄、森口洋輔、寺尾三千代、池田重好、吉村次郎
- 編集 - 井関保雄、千蔵豊
- 録音 - 波多野勲
- 効果 - 伊藤克己
- 選曲 - 宮下滋
- 制作進行 - 宮崎静夫、西村哲一、平野功、桑山邦雄、岸本松司、井内秀治、高木昭雄、松浦錠平、伊藤治子
- 記録 - 黒石陽子
- 現像 - 東映化学
- NETプロデューサー - 宮崎慎一
- 製作担当 - 江藤昌治、吉岡修
- 制作 - NET、東映

### 主題歌
オープニングテーマ - 「キューティーハニー」
作詞 - クロード・Q / 作曲 - 渡辺岳夫 / 編曲 - 小谷充 / 歌 - 前川陽子
キー局バージョンは1番、ローカル局バージョンは1番と2番。
エンディングテーマ - 「夜霧のハニー」
作詞 - 伊藤アキラ / 作曲 - 渡辺岳夫 / 編曲 - 小谷充 / 歌 - 前川陽子
キー局バージョンではエンドクレジット自体が存在せず、ローカル局バージョンでのみ使用された。

### 各話リスト
| 話数 | 放送日          | サブタイトル             | 脚本     | 演出       | 作画監督   | 美術     | パンサー怪人                         |
| ---- | --------------- | ------------------------ | -------- | ---------- | ---------- | -------- | ------------------------------------ |
| 1    | 1973年 10月13日 | 黒い爪がハートを掴む     | 辻真先   | 勝間田具治 | 荒木伸吾   | 浦田又治 | ブラッククロー（声：北浜晴子）       |
| 2    | 10月20日        | 夜の火牡丹 剣の舞い      | 辻真先   | 設楽博     | 落合正宗   | 伊藤英治 | ファイヤークロー（声：北浜晴子）     |
| 3    | 10月27日        | 赤い斧が罠を張る         | 高久進   | 葛西治     | 菊池城二   | 浦田又治 | トマホークパンサー（声：中西妙子）   |
| 4    | 11月3日         | 美しケ森に悪魔を見た     | 藤川桂介 | 大貫信夫   | 上村栄司   | 伊藤英治 | バッドフライクロー（声：北浜晴子）   |
| 5    | 11月10日        | 紅の空は悪魔の呪い       | 高久進   | 小湊洋市   | 小泉謙三   | 伊藤英治 | タランチュパンサー（声：中西妙子）   |
| 6    | 11月17日        | 夢を裂く黒い鋏           | 辻真先   | 勝間田具治 | 宇田川一彦 | 伊藤英治 | シザースパンサー（ 声：北浜晴子）    |
| 7    | 11月24日        | 黒豹が唄う死の踊り       | 高久進   | 宮崎一哉   | 落合正宗   | 井岡雅宏 | アイアンサドー（声：中西妙子）       |
| 8    | 12月1日         | 悪魔が呼ぶ蒼い海底       | 藤川桂介 | 葛西治     | 菊池城二   | 浦田又治 | オクトパンサー（声：北浜晴子）       |
| 9    | 12月8日         | 悪魔の口笛を消せ         | 藤川桂介 | 大貫信夫   | 上村栄司   | 伊藤英光 | ジャンボパンサー（声：中西妙子）     |
| 10   | 12月15日        | 霧にむせぶ幻の城         | 高久進   | 白土武     | 白土武     | 伊藤英治 | カッタークロー（声：北浜晴子）       |
| 11   | 12月22日        | 黄金に手を出すな         | 辻真先   | 小湊洋市   | 岡迫亘弘   | 伊藤岩光 | ブレストクロー（声：中西妙子）       |
| 12   | 12月29日        | 赤い真珠は永遠(とわ)に   | 高久進   | 設楽博     | 荒木伸吾   | 伊藤英治 | シーパンサー（声：北浜晴子）         |
| 13   | 1974年 1月5日   | 涙は谷間の奥深く         | 藤川桂介 | 勝間田具治 | 神宮さとし | 伊藤岩光 | ブレードパンサー（声：中西妙子）     |
| 14   | 1月12日         | ああ学園最後の日         | 辻真先   | 茂野一清   | 上村栄司   | 浦田又治 | ダイナマイトクロー（声：北浜晴子）   |
| 15   | 1月19日         | 怒りの涙でふり返れ       | 高久進   | 葛西治     | 菊池城二   | 伊藤英治 | スネークパンサー（声：中西妙子）     |
| 16   | 1月26日         | カジノより愛をこめて     | 藤川桂介 | 森下孝三   | 神宮さとし | 浦田又治 | スピンクロー（声：弥永和子）         |
| 17   | 2月2日          | 北の果てに嵐は消えて     | 藤川桂介 | 小湊洋市   | 落合正宗   | 伊藤岩光 | オーロラパンサー（声：沢田敏子）     |
| 18   | 2月9日          | 燃え上がる熱い血潮       | 藤川桂介 | 勝間田具治 | 小松原一男 | 伊藤英治 | コーラルクロー（声：弥永和子）       |
| 19   | 2月16日         | 遥かなる荒野に咲く花     | 辻真先   | 大貫信夫   | 上村栄司   | 伊藤英治 | ピューマンクロー（声：沢田敏子）     |
| 20   | 2月23日         | 失われた伝説の都         | 高久進   | 設楽博     | 小松原一男 | 伊藤岩光 | クロコダイルクロー（声：弥永和子）   |
| 21   | 3月2日          | 緑の野に立つ黒い影       | 藤川桂介 | 小湊洋市   | 白土武     | 伊藤岩光 | ツインパンサー（声：千々松幸子）     |
| 22   | 3月9日          | あこがれのパラダイス学園 | 辻真先   | 茂野一清   | 高橋信也   | 伊藤岩光 | グレートクロー（声：弥永和子）       |
| 23   | 3月16日         | 妖しきサソリ座の女       | 藤川桂介 | 落合正宗   | 落合正宗   | 伊藤英治 | スコーピオンパンサー（声：野沢雅子） |
| 24   | 3月23日         | 誇り高き挑戦者の詩       | 辻真先   | 森下孝三   | 神宮さとし | 伊藤岩光 | ドリルパンサー（声：沢田敏子）       |
| 25   | 3月30日         | 地獄に散った毒の花       | 辻真先   | 葛西治     | 神宮さとし | 浦田又治 | イーグルパンサー（声：弥永和子）     |

### 放送局
- NET：土曜 20:30 - 20:55
- 北海道テレビ：土曜 20:30 - 20:55[1]
- 青森テレビ：土曜 20:30 - 20:55
- テレビ岩手：金曜 18:00 - 18:30（1974年 - 1975年に放送）[2][3]
- 秋田放送：水曜 17:30 - 18:00[4]
- 山形テレビ：火曜 18:00 - 18:30[5]
- 宮城テレビ：日曜 8:30 - 9:00（1974年に放送）[6]
- 福島中央テレビ：月曜 - 金曜 16:05 - 16:30（1974年に放送）[7]
- 新潟総合テレビ：土曜 20:30 - 20:55[8]
- 北陸放送：月曜 17:25 - 17:55（1974年に放送）[9]
- 福井テレビ：水曜 18:00 - 18:30（1974年に放送）[10]
- テレビ山梨：土曜 17:00 - 17:30[11]
- 名古屋テレビ：土曜 20:30 - 20:55[12]
- 毎日放送：土曜 20:30 - 20:55[13]
- 岡山放送：水曜 18:00 - 18:30[14]
- 瀬戸内海放送：土曜 20:30 - 20:55[15]
- 広島ホームテレビ：土曜 20:30 - 20:55[15]
- 九州朝日放送：土曜 20:30 - 20:55[16]
- 熊本放送：木曜 17:30 - 18:00[17]
- テレビ大分：土曜 20:30 - 20:55[18]
- 南日本放送：金曜 17:25 - 17:55（1978年に放送）[19]
- 沖縄テレビ：木曜 18:00 - 18:30[20]

### 解説
オリジナルである本シリーズは、元々東映サイドにおいて夜7時台放送を想定した少女向けの企画としてスタートした。同じくこの枠の放送を意図して企画された『ミラクル少女リミットちゃん』と企画コンペが行われ、本作品はこのコンペにより同枠の採用は見送られ、土曜夜8時30分枠での放送となった経緯がある。
変更された土曜夜8時枠は、当時『8時だョ!全員集合』（TBS系）による40%近い視聴率に対し他局は苦戦しており、NETは『魔獣怪人大変身!!』と銘打ち、折からの「変身ブーム」に便乗した変身ヒーロー番組枠にして子供たちの興味を引こうと画策、「人造人間キカイダーシリーズ」や『デビルマン』、『ミクロイドS』といった作品が放送された時期であった。本作品の企画は『魔獣怪人大変身!!』向けに練り直され、少年層やヤングアダルト層を意識した企画に変貌、原作者の永井豪の要望もあり有名な全裸変身が盛り込まれることとなる。脚本は、SFアニメや特撮ものに多くの代表作を持つ3人のベテランがほぼ等分に分担した。
本作品のベースとなったのは企画時、永井豪が週刊少年チャンピオンに連載していた少女が主人公のバイオレンスマンガ『あばしり一家』。同作品のキャラクターが主人公を含め名前を変えて登場している。また「七変化」や決め台詞などに映画『多羅尾伴内』からの要素も盛り込まれている。
本作品の視聴率は健闘していたが（平均8.8%、最高10.5%）放送局であるNET（現・テレビ朝日）が教育テレビとして国の認可を取っていた関係で裸のシーンが多いことが問題視され、2クールで打ち切られた。
強く、セクシーで、しかもファッショナブルなハニーのキャラクターは、永井豪の弁によれば「男性にも女性にも支持される」ことを目指して造型されたという。1990年代終わりごろまで夏休みの定番再放送アニメとして長く親しまれた。
最終回では「金田パース」「金田光り」といった演出を見せる金田伊功が参加している。
また非常にインパクトのある強烈な同名主題歌は、少女アニメの枠を越え、アニメ史上最も有名な主題曲の一つとなっており、『キューティーハニー』を見たことがない層にも広く知られている。

### 劇場版
映画「キューティーハニー」
- 1974年3月16日、「東映まんがまつり」内で上映。
- テレビシリーズ第12話「赤い真珠は永遠に」を劇場用にブロウアップして上映。
- 上映はローカル局バージョンを使用。そのため、キー局バージョンしか見られない地域（当時テレビ版は継続中）での視聴者は、劇場でローカル局バージョンのオープニングと、エンディング「夜霧のハニー」を見ることができた。なお「キー局とローカル局での放送フォーマットが異なる作品」が劇場で公開されたのは、本作品が唯一。
- 同時上映は、劇場用新作『きかんしゃやえもん D51の大冒険』・『飛び出す立体映画イナズマン』と、テレビブローアップ作品『マジンガーZ対ドクターヘル』・『仮面ライダーX』・『ミラクル少女リミットちゃん』の計5本。

### 関連商品
コミックス
- キューティーハニー 全2巻 （秋田書店・少年チャンピオン・SFコミックス）
- キューティーハニー 全1巻 （秋田コミックス・セレクト）
- キューティーハニー 全2巻 （中公文庫コミック版）
- キューティーハニー 全3巻 （中央公論社・中公コミックライト）
- キューティーハニー 全1巻 （中央公論社・中公愛蔵版）
- キューティーハニー70's 誕生伝説 全1巻（双葉社・アクションコミックス）

解説本・資料集
- キューティーハニー ロマンアルバム （徳間書店 1981年発売） ISBN 978-4-19-720195-2
  - キューティーハニー ロマンアルバム複刻版 （徳間書店 2002年5月10日発売） ISBN 978-4-19-720195-2

- キューティーハニー エンサイクロペディア・永井豪ワールド（完全保存版） ISBN 978-4-76-693236-2
- キューティーハニー超変身 （毎日コミュニケーションズ 2005年6月発売） ISBN 978-4-83-991813-2

音楽CD
- キューティーハニー/ラ・セーヌの星 主題歌シングル （日本コロムビア 1989年6月1日発売） CC-8244
- キューティーハニー テレビオリジナルBGMコレクション （日本コロムビア 1990年2月1日(CC-4586) 1995年6月21日(COCC-12683)）
- キューティーハニー SONG COLLECTION SPECIAL （コロムビアミュージックエンタテインメント 2004年4月21日発売） COCX-32670

LP
- キューティーハニー ステレオ・レコード （日本コロムビア 1973年10月発売）
- キューティーハニー テレビオリジナルBGMコレクション （日本コロムビア 1982年5月21日発売） CX-7054

VHS
- キューティーハニー （全巻映像特典付き・シリーズ全5巻）

LD
- キューティーハニー （シリーズ全6巻・第1巻〜第6巻1枚、第6巻2枚組）

DVD
- キューティーハニー プレミアムBOX （2004年4月21日発売 初回限定生産 全巻封入特典・シリーズ全3巻+スペシャルDVD・CD） DSTD-2243
  1. 1話 - 10話まで収録 2枚組・片面2層 DSTD-6621
  2. 11話 - 20話まで収録 2枚組・片面2層 DSTD-6622
  3. 〈最終巻〉 21話 - 25話まで収録 2枚組・片面2層 DSTD-6623
  4. キューティーハニー スペシャルDVD・CD （劇場版+23曲 CD未収録の音源込みで収録 ブックレット付き）

  - 特典
朝日ソノラマサウンドコレクション（ソノシートから「パンサークローのおそろしいわな」と、ソノシート絵本から「けっとう！えじぷとはくぶつかん」の、計2本ドラマを収録）
パイロットフィルム
TVスポット（如月ハニーのワンピースが赤になっている。ナレーションは『デビルマン』のアルフォンヌ先生（声：永井一郎）で、BGMは『デビルマン』から流用）
第1話予告
ノンスーパーオープニング
ノンスーパーエンディング
  - 封入特典
荒木伸吾・姫野美智描き下ろしの豪華BOXジャケット
越智一裕がハニー七変化を描き下ろしの豪華ピクチャーレーベル
復刻版番宣パンフレット
ハニー七変化キャンペーンカード
各巻に8P解説書封入

### 前後番組
| NET系列 土曜20:30 - 20:55枠 | NET系列 土曜20:30 - 20:55枠               | NET系列 土曜20:30 - 20:55枠                            |
| 前番組                      | 番組名                                    | 次番組                                                 |
| --------------------------- | ----------------------------------------- | ------------------------------------------------------ |
| ミクロイドS                 | キューティーハニー 【当番組までアニメ枠】 | めしはまだか! ※20:00 - 20:55 【ここから1時間ドラマ枠】 |

## OVA「新・キューティーハニー」
『新・キューティーハニー』（しん・キューティーハニー）は、永井豪とダイナミックプロの漫画作品『キューティーハニー』のアニメ化作品。1994年から1995年にかけてOVAで展開された新シリーズで、テレビアニメ版第1作の100年後を描く続編。全8話。
オリジナルシリーズより約20年ぶりに製作された作品で、キャラクターデザインは『少年チャンピオン』連載版に準じている。媒体がOVAということもあり、劇中の変身シーンはテレビ版以上に過激に描かれている。
当初は全4話で終了予定で、レンタル成績が好調だったことから12話まで制作が延長されたものの、製作会社の倒産により8話で打ち切りとなった。

### あらすじ（新）
パンサークローとの決戦から100年後。「キューティーハニー」こと如月ハニーは戦士としての力と記憶を封印し、今では犯罪蔓延る大都市コスプレ・シティで市長秘書として働いていた。
そんなある日、街を牛耳る魔王ドルメックの一団の襲撃を受けたことをきっかけに、ハニーはかつての力と記憶を取り戻し、キューティーハニーとして覚醒する。パンサーゾラの復活を目論むドルメック相手に新たな戦いに臨み、これを打倒するもゾラの復活は果たされてしまう。ハニーはかつての宿敵パンサーゾラとの新たなる戦いの渦中へと導かれていくことになる。

### 登場人物（新）

#### 主人公（新）
如月 ハニー（きさらぎ ハニー） / キューティーハニー
声 - 根谷美智子
本作品の主人公。100年前、犯罪結社パンサークローと戦いを繰り広げた愛の戦士キューティハニーその人で、正体はロボット工学研究者・如月博士が作り出した、空中元素固定装置による変身能力を有する女性型アンドロイド。
パンサークローとの決戦以降、戦いの記憶と力は封印されており、極普通の一般人として、ライト市長の秘書を務める日々を送っていた。ドルメックが送り込んだデス・スターの襲撃を受け窮地に追い込まれた時、皆を守るために戦いたいという強い願いによって封印が解かれ、記憶を取り戻してキューティーハニーとして覚醒を果たす。ゾラの復活を目論むドルメックの野望を食い止めるべく、再び戦いに身を投じる。
キューティーハニーの存在は伝説の戦士として語り継がれており、世界が危機に落ちた時に蘇る存在であると同時に、ゾラが封じられし邪空門を押し開くカギとなる存在であると作中でドルメックの口から語られている。その言い伝え通り、邪空門の門番であるドルメックをその手で倒したことにより、ゾラの復活を招いてしまい、復活寸前のゾラとドルメックを固定装置の力で作り出した結晶体に封じ込めた直後空中戦艦の爆発に巻き込まれるが、無事生き延び仲間たちとの再会を果たした。
アニメ版第1作と異なってコスチュームの配色が原作に準じており、トップスは青色でボトムスは赤色になっている。また、私服のデザインも原作版に準じているが、ワンピースからツーピースに変わっている他、色はピンク基調で、服の柄も原作と異なる。
シルバーフルーレ
キューティーハニーの戦闘武器（長剣）。旧作で見せた光線や雷光による攻撃などは未使用だが、第1話では固定装置の力で刀身を光の刃のように強化し敵を一刀両断した。
ハニーブーメラン
キューティーハニーの投擲武器。左腕に巻いたリボンのハートを刃付ブーメランに変形させて投げる。

ハニーコメット
ハニー専用の一人乗りジェット機。純白の機体。第1話の終盤、獣人化したデス・スターに追い詰められたハニーが吹いた指笛に反応して起動、団兵衛の私設研究所に併設された発射台から発進しハニーの下に飛来した。第4話で、ドルメック空中戦艦へ進入する際にも使用した。
拘束解除
空中元素固定装置による物質分解を応用し拘束を解く。宝石姫に液体プラスチックで固められた際にこれで脱出した。
封印
固定装置の力で作り出したクリスタル状の結晶に敵を封じ込める。ゾラの復活寸前に至った時ドルメックをこれで封じた。

#### 早見一家
早見 直慶（はやみ ちょっけい）
声 - 松本梨香
早見赤カブ・大子夫妻の息子で、かつてハニーと共にパンサークロ―と戦った早見家の長男・青児の曾孫。思春期の純情な少年。
母校の先輩に当たるライト市長を尊敬・応援しており、その縁で市長秘書の如月ハニーと知り合う。
早見 団兵衛（はやみ だんべえ）
声 - 富田耕生
かつてパンサークロ―と戦うハニーに協力していた早見家の当主の老人で、直慶の曾祖父。
ハニーを見守るためにサイボーグとなって延命しており、100年たった今もなお健在。コスプレ・シティの郊外に私設研究所兼自宅を有し、直慶親子とハニーを引き取る。そして100年前同様、一家総出でハニーの戦いをサポートする。
サイボーグ化によって身体能力が強化されている他、ブレストファイヤーやダブルハーケンなど『マジンガーZ』シリーズに登場する主役ロボットと同等の武装を内蔵しており、雑魚敵相手に打ち負けてしまうことも多かったテレビ版と比べて戦闘力が格段に向上している。
早見 大子（はやみ だいこ）
声 - 深見梨加
団兵衛の長男・青児の孫娘。夫の赤カブと共にコソ泥を稼業としている。怒りに我を忘れると超人的な怪力を発揮し、第4話で常人には切れないはずのピーピングスパイダーの蜘蛛の糸を引きちぎって拘束を打ち破った。学生時代に番長連合の初代総長を務めていた過去を持つ。
早見 赤カブ（はやみ あかカブ）
声 - 高木渉
大子の夫で、妻と共にコソ泥を稼業としている。背が低く横幅の広い体格。ハニーの入浴を覗いたり、興奮して大子を押し倒したりと、スケベな性格だが、妻と息子を深く愛している。見かけ以上に打たれ強く、学生時代に、女番長だった大子とのタイマン勝負で何度倒されても必ず起き上がり、それを見た大子が惚れ込んだのが、2人の馴れ初め。

#### 敵キャラクター
ドルメック
声 - 屋良有作
コスプレ・シティに君臨する闇の魔王。その正体はハニーに敗れし邪悪の精霊たる母パンサーゾラの魂が潜む邪空間の門の番人であり、門を開いてゾラを甦らせることを目的に暗躍している。そのために必要な闇のエネルギーを集めるべく獣人化カプセルをばら撒き悪しき心の者たちの欲望を煽っている。
そして直慶を人質にハニーを本拠地におびき寄せ、交戦の末にゾラ復活に必要なハニーの力を得るためにその一撃をわざとくらい、門を開いてついにゾラを復活に導く。直後、固定装置の力を全開にしたハニーの捨て身の封印により結晶体に封じられたまま戦艦の爆発に巻き込まれた。
ブラックメイドン
声 - 山田妙子
常にドルメックと行動を共にしている少女。翼の生えた人型ロボットの頭部に埋め込まれたカプセルの中に人間の体が埋め込まれている。赤髪の長髪と中性的な容姿と顔立ちで、胸のふくらみがないことから幼いようだが性格は残忍。
超能力の持ち主であり、本拠地に侵入してきたハニーをサイコキネシスで翻弄するが、ハニーの捨て身の陽動作戦にひっかかり、その隙を突かれてシルバーフルーレの渾身の一撃をくらい絶命する。その後、パンサーゾラの魂を宿すための依り代として捧げられた。
ピーピングスパイダー
声 - 掛川裕彦
サイバネティック・アイと蜘蛛のように身軽な体を持つサイボーグ怪人。ドルメックの配下の一人。
第1話で市街演説中のライト市長の襲撃に加わっていた他、第3話のセイレーンとの戦いの決着直後に姿を現し、ハニーをドルメックの下におびき出すべく直慶を人質にして逃げていった。第4話の空中戦艦での決戦の際はハニーたちを蜘蛛糸で拘束するも怒りに我を忘れた大子に破られた末、早見一家に追い詰められて叩きのめされてしまった。その後見逃されて戦艦を逃げ出していたらしく、第8話で再登場しストリップ劇場の天井裏でのぞきをしていたところを捕まえられてゴールドディガー捜索への協力を強要され嫌々ながら従って居場所を突き止めた。戦いのさなか、奪われたISRMの力で冷凍庫に送り込まれてしまった際にハニーと心を通わせ、敵の位置をハニーに教えてサポートした。
デス・スター
声 - 玉川紗己子
第1話に登場。ドルメックの配下の一人で市長抹殺のために送り込まれた女殺し屋。
あえなく蹴散らされて追い詰められた団兵衛をかばおうとしたハニーを容赦なく機関銃で打ち抜くが、それがためにハニーの記憶の覚醒を促してしまった。
獣人化カプセルを自らに打ち込み立ちふさがるも追い込まれ、固定装置の力で強化され巨大な光の剣と化したシルバーフルーレで一刀両断された。
アドニス
声 - 石川英郎
カエサル
声 - 長嶝高士
宝石姫（ほうせきひめ）
声 - 松井菜桜子
第2話に登場。コスプレ・シティに宝石店「宝石姫」を構える女性店主。しかしそれは表の顔で、裏では気に入った美少女を誘拐しては永遠の美を与えると称して凍結させ、コレクションしていた冷酷な女。
ハニーに目を付けコレクションに加えようと目論み、直慶たちを人質にとっていいなりにさせ、液体プラスチックでハニーを固めて思惑を果たすものの、空中元素固定装置の力で拘束を解かれる。獣人化してキューティーハニーに変身したハニーと交戦した末、液体プラスチックを浴びせかけられて身動きを封じられシルバーフルーレの一撃に倒れる。かろうじて息はあったものの、死の寸前のバーチャルハッカーに道連れにされて爆死した。
バーチャルハッカー
声 - 松本保典
第2話に登場。オカマ口調のサイボーグ。ドルメックの配下の一人。宝石姫のサポート役として送り込まれた。
名前の通り凄腕のハッカーで、バーチャル映像を駆使して相手に幻像を見せる攻撃を得意とし、直慶たちを捕獲した。その後、液体プラスチックの拘束から逃れたハニーに再び襲い掛かるも幻影を破られ、シルバーフルーレに貫かれて動けなくなった。戦いが終わるころには爆発寸前に至っており、液体プラスチックで身動きできなくなったまま倒れていた宝石姫を巻き込んで爆散した。
セイレーン
声 - 高乃麗
第3話に登場。人気絶頂の女性シンガー。ドルメックから入手した獸人化カプセルを裏で売りさばいていたバイヤー。
戦いの現場に残されたカプセルの残骸の足取りを追ってきたハニーに正体を暴かれ、獸人化カプセルを使用して変身し襲いかかる。戦いの末にハニーに獸人化カプセルを突き立てるもアンドロイドである彼女に効果はなく、隙を突かれてシルバーフルーレに貫かれ、そのまま一刀両断されて倒された。
獣人化時は獣のような咆哮と共に放つ衝撃波で敵を破壊する。
パンサーゾラ
声 - 滝沢久美子
秘密結社パンサークローの首領。かつてハニーの父を殺害して彼女がキューティーハニーとして戦うきっかけを作り、そしてハニーに倒された悪の権化であり、人間の欲望の化身でもある。
第4話の終盤でブラックメイドンの肉体を依り代に不完全ながら復活を遂げ、第5話以降、悪しき心の人間の欲望を煽り邪空獣に変容させたり、幻のサムライパークを作り出しハニーたちを誘い込んで邪空獣に襲わせ殺させようとするなど陰で暗躍する。
ブラックメイドンの姿がそのまま大人に成長したような妖艶な姿の赤髪の美女となっている。
ジーン
声 - 折笠愛
第5話に登場。女子4人組の盗賊団のリーダーで野生的な美女。戦闘能力も高く、襲ってきた悪党3人をあっさり返り討ちにしたほど。
パンサーゾラの闇の力に取り込まれて邪空獣に憑りつかれており、金を得るためのお宝と称して奪い取った爆弾を市街地で爆発させようと目論む。その後、邪空獣に変容し、尾から繰り出す溶解液を武器に追ってきたハニーに抵抗するも、ハニーと団兵衛の連携に敗れる。
スカベンジャー
声 - 立木文彦
爆弾テロリストの男。市街地ひとつを吹き飛ばす威力の爆弾を盾に莫大な金を市長に要求するが、ハニーの活躍で逮捕された。
ポッキー ＆ ジャンヌ
声 - 青羽美代子、田野恵
ジーン率いる女子盗賊団のメンバー。邪空獣と化したジーンに溶解液で溶かされ死亡した。
夜叉（やしゃ）
声 - 井上喜久子
第6話に登場。和服姿の美女。自らを「座長」と称して和装の人形たちを傀儡の術で操り、市内を混乱に陥れた。その正体は、遠い過去に存在したサムライパークと呼ばれる和風のテーマパークで稼働していたからくり人形であり、自分たちを省みなくなった人間への復讐心に付け込まれて蘇ったゾラに操られていた（実はテーマパーク自体もゾラが作り出した幻影だった）。
オロチ型の邪空獸に変容しハニーに襲いかかるが、戦いの末に殴り飛ばされて高所から落下し建物の残骸の突起に体を貫かれて絶命した。
忘れ去られたテーマパークで動かぬまま捨てられていた彼女たち人形の心を思い、ハニーは同情と共に涙を流した。
スコーピオン
声 - 安達忍
第7話に登場。監獄島を支配するサディスティックな美女。冒頭の場面で、明（あきら）の攻撃を受け首の骨を折られても絶命せず喋り続けるという人間離れした身体を持つ。私設警察を率いて番長連合の関係者を捕縛し、自らの配下と命懸けの戦いをさせ、それを見て楽しんでいた。
ハニーとの交戦を経て邪空獸に変容するものの圧倒された末、施設の爆破に巻き込まれて死亡した。
モンスター
声 - 安井邦彦
ゴールドディガー
声 - 天野由梨
第8話に登場。この世の何よりも黄金を愛する美女。兜博士が開発した空間転移装置「ISRM（イズラム）」を奪い、これを使って金塊強奪を繰り返す。黄金の弾丸を射出する機関銃を愛用している。彼女の特殊能力により、この黄金の弾丸はダイアモンド並の硬度を持ち、対戦したアーマーナイトハニーの鎧もボロボロに破壊されてしまった。
ハニーとの交戦の末邪空獸に変容し、散布した金粉をスクリーン代わりにした分身投影によりハニーたちを苦戦させ、原理を見破った兜博士を殺害するが、サイバネティックアイを持つピーピング・スパイダーのサポートによりこれを打ち破られる。激高しISRMでハニーたちを宇宙空間へ放りだそうとするが、稼働中のISRMをシルバーフルーレで一刀両断され、暴走したISRMにより体を別々に宇宙空間へ放り出され消滅した。

#### ゲストキャラクター（新）
ライト市長（ライトしちょう）
声 - 速水奨、進藤尚美（幼少期〈ドラマCD〉）
コスプレ・シティの現市長。正義感溢れる男性。街の犯罪を一掃すべく奮闘している。
戦士としての正体を露にしたハニーを快く受け入れ、同志として共に戦うことを誓った。
夏子（なつこ）
声 - 岩男潤子
第5話に初登場。アニメ版第1作に登場したハニーの親友と同じ名を持つ少女。名字は不明。ジーン率いる女子盗賊団のメンバーでメカに強い。身よりは既にないらしく、邪空獣の襲撃によって仲間を失った後ハニーたちの下に引き取られ、以後行動を共にする。
自分のために死んでいった親友の面影を彼女に重ね合わせたハニーから同様に「なっちゃん」と呼ばれている。
トバッチリ
声 - 麻生智久
礼奈宇 カン子（れなう カンこ）
声 - 山口由里子
第7話に登場。10代目パンス党番長。スコーピオンに捕らえられる。元ネタは『おいら女蛮』の同名キャラクター。
スージーZ
声 - 嶋村薫
第7話に登場。7代目マッドレディ連合番長。スコーピオンに捕らえている。
明（あきら）
声 - 関智一
第7話に登場。一声で一万人の不良が集まると言われる番長。人間離れした格闘能力を持つ。スコーピオンに捕らえられていた。監獄島に潜入したハニーと合流しスコーピオンと戦う。元ネタは『デビルマン』の不動明。
アルフォンヌ
声 - くじら
第8話で金塊窃盗事件を現場中継しているニュースキャスター。容姿はテレビ版におけるアルフォンヌ先生と同一。
ポチ
声 - 茶風林
兜博士（かぶとはかせ）
声 - 青野武
第8話に登場。団兵衛にサイボーグ手術を施した天才科学者。空間転移装置「ISRM（イズラム）」を開発するも女癖の悪さを突かれてゴールドディガーに奪われてしまい、団兵衛たちに協力を依頼する。ゴールドディガーの分身攻撃の原理を見抜いて弱点をハニーに教えるが、体を貫かれた。しかし、実は彼もサイボーグ手術を自らに施していたためぴんぴんした様子で無事であった。
元ネタは『マジンガーZ』の兜十蔵博士。容姿は漫画版に準じている。
如月博士（きさらぎはかせ）
声 - 阪脩
如月ハニーの最愛の父で彼女の開発者。本作品では第4話エンディングの語りで声のみ登場する。また、第2話でハニーの寝室に彼の写真が飾られている。

### 作中用語（新）
コスプレ・シティ
本作品の舞台。ゾラの復活を目論むドルメックの暗躍により悪徳と犯罪が蔓延る大都市で、住民の多くが生活のために犯罪に関わっている。
ハニーとドルメックの戦いの決着後、コスプレシティの悪の頂点に立つ存在ともいうべき彼の存在が無くなったことにより、小規模な悪の勢力が覇権をかけて小競り合いを繰り返すようになり、さらなる混迷の渦に巻き込まれていく。
獣人化カプセル
ドルメックの手下たちが持つカプセル。左胸に刺すことで、狂暴かつ残忍な獣人に変身することができる。
欲望の化身であるゾラの復活に必要な悪のエネルギーを集めため、自らの欲望を優先する悪しき心の人間たちを煽る目的でドルメックがばら撒いている。
ジュエリー城
第2話に登場。宝石姫の居城。これまでに凍結させた美少女たちの像がある。
ドルメックの空中戦艦
第3、4話に登場。コスプレ・シティの上空に浮かぶドルメックの本拠。概形は葉巻型。ハニー対ドルメックの決戦の舞台。
邪空間の門
ハニーに敗れたパンサーゾラの魂が潜む邪空間を閉ざす門。ハニーの力によってその封印が破られると言われており、ハニーが門番であるドルメックに致命傷を与えたことで解放され、ゾラが復活を果たした。
邪空獣
人間の欲望に惹かれて邪空間より降臨する邪悪な怪物。ゾラの手引きの元、欲深き人間に憑りつき実体化する。
闇の軍団
ドルメック亡き後のコスプレシティに跋扈し始めた犯罪者の集団。
ISRM（イズラム）
第8話に登場。Instant Space Removal Machineの略。兜博士の発明品で空間転移を可能にする装置。使用すると周囲に磁場の歪みを生じるため、それを検知できれば出現地点を特定できる。ハニーたちは、磁場の歪みを検知できるピーピングスパイダーを半ば強制的に協力させて、この装置を奪ったゴールドディガーを追跡した。

### スタッフ（新）
- 原作・キャラクター原案 - 永井豪
- 監督 - 長岡康史
- 脚本 - 静谷伊佐夫、清水東、植村更
- 総作画監督・キャラクターデザイン - 堀内修
- メカデザイン - 岸本誠司
- メカニックデザイン - 阿部邦博
- 美術監督 - 坂本信人、太田大
- 音響監督 - 三間雅文
- 撮影監督 - 渡辺英俊
- 編集 - 福光伸一
- タイトル - マキ・プロ
- 現像 - 東京現像所
- 音楽 - 外山和彦
- 音楽プロデューサー - 細井虎雄
- オープニング原画 - 石原満、吉田徹、渡部圭祐、吉松孝博
- エンディング原画 - 佐々木正勝
- プロデューサー - 栗山富郎、坂本雅憲
- 制作協力 - スタジオジュニオ、遠東動画製作有限公司
- 製作 - 東映ビデオ

### 主題歌（新）
オープニングテーマ
「キューティーハニー」（1 - 4話）
作詞 - クロード・Q / 作曲 - 渡辺岳夫 / 編曲 - les 5-4-3-2-1 / 歌 - les 5-4-3-2-1
「キューティーハニー」英語バージョン（5 - 8話）
作詞 - クロード・Q / 訳詞 - 高尾直樹 / 作曲 - 渡辺岳夫 / 編曲 - 小西貴雄 / 歌 - Mayukiss（平松まゆき）
エンディングテーマ
「サークル・ゲーム」（1 - 2話）
作詞 - 井出千昌 / 作曲 - サリー久保田 / 編曲 - les 5-4-3-2-1 / 歌 - les 5-4-3-2-1
「宇宙でランデヴー」（3話）
作詞 - サエキけんぞう / 作曲 - サリー久保田 / 編曲 - 細海魚 / 歌 - les 5-4-3-2-1
「さよならの伝説」（5 - 8話）
作詞 - 只野菜摘 / 作曲 - 中村雅人 / 編曲 - 小西貴雄 / 歌 - 平松まゆき
挿入歌
「BURNING UP!」（3話）
作詞 - 帆苅伸子 / 作曲 - 外山和彦 / 編曲 - 外山和彦 / 歌 - 高乃麗

### 各話リスト（新）
| 話数                | 発売日         | サブタイトル                 | 脚本       | 作画監督 | 演出     | 絵コンテ          | 美術監督 |
| ------------------- | -------------- | ---------------------------- | ---------- | -------- | -------- | ----------------- | -------- |
| Stage1              | 1994年 3月21日 | 天使は舞い降りた             | 静谷伊佐夫 | 堀内修   | -        | -                 | 坂本信人 |
| Stage2              | 1994年 3月21日 | 宝石姫の甘い罠               | 静谷伊佐夫 | 堀内修   | -        | -                 | 坂本信人 |
| Stage3              | 7月21日        | 唄声は悪魔の誘い             | 静谷伊佐夫 | 戸部敦夫 | -        | -                 | 坂本信人 |
| Stage4              | 7月21日        | ハニー死す!? 摩天楼の聖戦    | 静谷伊佐夫 | 堀内修   | -        | -                 | 坂本信人 |
| 特別編 Flash.1      | 11月21日       | 天使の休日                   | -          | -        | -        | -                 | -        |
| Stage5              | 1995年 6月21日 | 闇の軍団編・挑戦! 邪空獣の牙 | 植村更     | 堀内修   | 長岡康史 | 長岡康史          | 加藤浩   |
| Stage6              | 1995年 6月21日 | 闇の軍団編・妖かしの復讐鬼   | 清水東     | 堀内修   | 江口寿志 | 長岡康史 江口寿志 | 太田大   |
| Stage7              | 10月21日       | 闇の軍団編・監獄は邪悪の虜   | 清水東     | 塀和等   | 嵯峨敏   | 吉田徹            | 太田大   |
| Stage8              | 10月21日       | 闇の軍団編・誘惑は黄金の輝き | 植村更     | 堀内修   | 大倉雅彦 | 長岡康史 小枝マリ | 木村朗   |
| Stage9 （ドラマCD） | 2004年 5月21日 | クリスマスに呪いの雪が降る   | -          | -        | -        | -                 | -        |

### 関連商品（新）
解説本・資料集
- 新・キューティーハニー&ファンドラ・設定資料集
- 新・キューティーハニー・パーフェクトガイド 〜天使の復活〜
- 新・キューティーハニー・パーフェクトガイド Vol.2 〜華麗なる戦士〜

音楽CD
- 新・キューティーハニー ミュージックコレクション VOL.1
- 新・キューティーハニー ミュージックコレクション VOL.2
- 新・キューティーハニー ミュージックコレクション VOL.3
- 新・キューティーハニー ヴォーカルコレクション

オーディオドラマ
- 新・キューティーハニー・アニメイトカセットコレクション1「宝石姫一族の逆襲」
- 新・キューティーハニー・アニメイトカセットコレクション2「ひっちゃかめっちゃかハニーワールド」

VHS
- 新・キューティーハニー （全巻映像特典付き・シリーズ全4巻+特別編全1巻）

LD
- 新・キューティーハニー （全巻封入特典・シリーズ全8巻・毎巻1枚）

DVD
- 新・キューティーハニー コンプリートパック （初回限定生産、2004年5月21日発売、3枚ディスク） DSTD-02245
  - 新・キューティーハニー Disc.1 （Stage.1 - Stage.4、特別編まで収録 片面2層）
  - 新・キューティーハニー Disc.2 （Stage.5 - Stage.8まで収録 片面2層）
  - 新・キューティーハニー Disc.スペシャル （ラジオドラマ収録）
    - 初回特典
16P解説書封入
スペシャルCD付き豪華デジパック仕様
LDディスクエンドスペシャル集

Blu-ray
- 新・キューティーハニー コンプリートBlu-ray （2013年12月6日発売、2枚ディスク） BSTD-03694
  - 新・キューティーハニー Disc.1 （Stage.1 - Stage.4、特別編 Flash1「天使の休日」まで収録）
  - 新・キューティーハニー Disc.2 （Stage.5 - Stage.8、LDディスクエンドスペシャル集まで収録）
    - 封入特典
スペシャルCD - Stage9 ラジオドラマ「クリスマスに呪いの雪が降る」
8Pブックレット封入

## テレビアニメ「キューティーハニーF」
『キューティーハニーF』（キューティーハニーフラッシュ）は、1997年2月15日から1998年1月31日までテレビ朝日系列にて放送されたリメイク版。5年間続いたセーラームーンシリーズの最終作『美少女戦士セーラームーンセーラースターズ』の後番組兼ちゃお創刊20周年記念事業の一環として製作された。
この作品では永井豪は「原著作」である。その上で、実質の原作者・飯坂友佳子が少女漫画に翻案した形で企画当初より参加・漫画化した。コミックスのカバーイラストとカラーイラストは飯坂友佳子描き下ろしセル画調の絵となっている。
この作品でのハニーを演じる永野愛が声優デビューした作品である。また、番組終盤にハニーをサポートする女性科学者・神崎美津子役として初代ハニー役・増山江威子がゲスト出演している。
第1作と比べ、少女向けアニメ的な作品となった。これは原作の漫画版が少年漫画雑誌で連載されていたことに対し、本作品の漫画版は少女漫画雑誌『ちゃお』に連載されていたことと、枠として『セーラームーン』の視聴者層にそのまま見続けてもらうために制作されたためである。『キューティーハニー』の原作や第1作のようなギャグ・お色気要素が少なく、原作にはなかった恋愛、近親憎悪、三角関係、結婚、出産などの女性視聴者を意識した要素が加えられた。とはいえ、少年漫画雑誌『別冊コロコロコミック』や男女兼用の学年誌にも漫画版が連載されており、もう一人のハニー「ミスティーハニー」という戦闘的なライバルが登場したりと男性視聴者に対する配慮も見受けられる。本作品におけるハニーはアンドロイドではなく、空中元素固定装置の種子から生まれた人工生命体であり、最終回では青児との間に生まれた娘が登場している。
バンダイのアンケートによると、1997年4月調査の「好きなキャラクター」で3歳から5歳女児と6歳から8歳女児の2部門で「キューティーハニー」が1位を獲得している。実写ドラマ版の『キューティーハニー THE LIVE』で剣持ユキ（シスターユキ）を演じた竹田真恋人も、本作品をよく見ていたという。
10月以降は土曜18時30分から（ただし朝日放送は新・部長刑事アーバンポリス24（土曜日19:30 - 20:00枠で放送）のため放送時間を土曜日17:00-17:30（変動もあった）枠に繰上げ）に変更になったが、およそ一年で終了、次番組『アニメ週刊DX!みいファぷー』に交代した。テレビ朝日と東映動画（当時）によるテレビアニメとしては最後のセル画制作となった。
朝日放送では放送時間移動を機にテレビ朝日から事前に番組素材を受けての自社送出としたため、提供表示がブルーバックに変更されるとともに、提供クレジット時のBGMも廃止された。
　

### あらすじ（F）
第一部 1話-13話 （試練編）
如月ハニーは、聖チャペル学園に通う女子高生。寮生が帰宅を許される月に一度のその日、16歳の誕生日を迎えたハニーは父・如月猛との久しぶりの再会を楽しみにしながら自宅へ向かっていた。ところがそこへ覆面の男たちと謎の女怪人が現れ、ハニーの父を目の前で攫い、ハニーの家は放火され焼け落ちてしまう。悲しみにくれるハニーの前に、突然白百合を携えた謎の男性が現れ、父からの誕生日プレゼントだというチョーカーと指輪を手渡した。そのチョーカーの力で多彩な変身能力と、戦士「キューティーハニー」に変身する力を得たハニーは、父を取り戻すために父を攫った組織・豹の爪（パンサークロー）との戦いに挑む。
第二部 14話-23話 （運命編）
シスタージルとの決戦からしばらくたったある日、葉月聖羅という転校生の少女が聖チャペル学園にやってきた。聖羅はハニーの所属するフェンシング部に入部し、ハニーとの手合わせで彼女を圧倒し、フェンシング部の部員たちを驚かせた。その後、クールで勉強もスポーツもこなせる聖羅はハニーと並ぶ学園のアイドルになるが、その一方で彼女はなぜかハニーを強く憎んでいた。
そんな中、豹の爪の怪人が学園に現れ、聖羅を攫っていく。すぐさまキューティーハニーに変身して聖羅を助け出したハニーだったが、その直後に聖羅はハニーの目の前で第二のキューティーハニー「ミスティーハニー」に変身し、怪人を倒して見せた。驚くハニーに、聖羅は自分はハニーの双子の妹だと告げる。
その後も聖羅はハニーに敵意を向けて幾度となく彼女と対立するようになるが、その一方で憎しみが高まるたびに聞こえる謎の声に悩まされていた。そして幾度かの対決の末、ハニーと聖羅は自分たちの正体を知ることとなる。
第二のハニーの出現、ハニーを見守る謎の男性「黄昏のプリンス」の正体が明かされるなど、物語はここから大きく動き出していく。
第三部 24話-39話 （覚醒編）
ハニーとの対決で敗れたシスタージルが復活。ジルは世界各国から豹の爪の精鋭を集めて新パンサー軍団を結成し、ハニーの持つ空中元素固定装置を狙い始める。
一方、ハニーは父や聖羅の死を乗り越えて再び立ち上がり、夏子や青児を初めとする大切な人々を守るために豹の爪と戦う決意を固めていた。そんな中、新パンサー軍団の精鋭たちが次々にハニーを襲撃。その戦いの中で、ハニーは自分の空中元素固定装置に秘められた力を知ることになる。それでもなおみんなを守るために戦おうとするハニーに、豹の爪の首領パンサーゾラとの決戦の時が迫りつつあった。

### 登場人物（F）

#### 主人公（F）
如月 ハニー（きさらぎ ハニー）
声 - 永野愛（タイトルコールおよび後半次回予告ナレーションも兼任）
本作品の主人公。1981年2月8日生まれのAB型。身長166cm。誕生花はフリージア。聖チャペル学園に通う16歳の美少女。スポーツ万能で、フェンシング部に所属している。背中まで流す長い金髪と一切無駄のないスリムな身体を誇り、類稀な美貌の持ち主。加えて元気な笑顔が絶えない聡明な性格も相まって、学園内では全校生徒のアイドル的存在。女生徒たちからは「ハニーお姉様」と呼ばれ親しまれている。
16歳の誕生日に父・如月猛を豹の爪に攫われ、挙句の果てに自宅も放火されてしまうという悲劇に見舞われる。ショックで泣き崩れていた際に現れた謎の男性「黄昏のプリンス」から指輪とチョーカーを渡され、以後その不思議な力を駆使して様々な姿に変身し、豹の爪との戦いに挑むことになる。実は、人間ではなく空中元素固定装置の種子から生まれた人工生命体。父が豹の爪から逃走する直前に空中元素固定装置から生まれ、その後父が逃走した際研究所から連れ出され、父から愛を注がれ人間として育てられた。一度は黄昏のプリンスから自分の正体を知らされ絶望するが、父の叱咤で立ち直り、その後妹である聖羅の空中元素固定装置と融合し、「ハイパーハニー」に変身できるようになった。チョーカーと指輪のエンブレムはハート型。
パンサーゾラとの最終決戦の直前に青児の子供を身ごもり、一度はゾラと共にダイヤモンドになって消滅しようとしたが、胎内にいた子供の声を聞いて再び気力を取り戻し、青児の下へ生還した。その後娘を出産し、その子にかつての戦友と同じ名前の「聖羅」と名づける。そして3年後、大学生になった時に青児と結婚した。
下記の華麗なる七変化以外にも毎回様々な姿に化けており、第2話ではシンクロナイズドスイマーの姿になったり、第6話ではパンサークローの戦闘員に変身して紛れ込み、奇襲を仕掛けるという場面があった。
ナースハニー
ハニー七変化の1形態。看護師の姿になる。治癒能力に長ける。注射器で敵を撃退したり、包帯で纏めて拘束することもできる。髪は薄栗色のカールヘア。
ステージハニー
ハニー七変化の1形態。歌手の姿になる。歌やダンス、モデルなどの能力に長ける。華麗なアクションで敵を圧倒してしまうことも。髪は金色の蜷局型。七変化の中で最も前髪が長く、鎖骨まで垂れ下がる。
エスコートハニー
ハニー七変化の1形態。スチュワーデスの姿になる。デパートなど、大勢の人がいる建物に潜入する際に便利な姿。敵を誘い込み、罠に嵌めるのはお手の物。髪は濃茶色の、ふっくらした内巻き型。
スクープハニー
ハニー七変化の1形態。カメラマンの姿になる。情報収集能力に長ける。カメラフラッシュによる目眩ましや、カメラフレームからスプリングパンチを繰り出し不意討ちもできる。髪は橙色のボブカットで、七変化の中では最も髪が短い。
エレガンスハニー
ハニー七変化の1形態。花嫁の姿になる。その場違いな姿から、敵を惑わすことも。汎用性は低いため、七変化の中では最も変身頻度が少ない。髪は金の重束。
ハリケーンハニー
ハニー七変化の1形態。女性ライダーの姿になる。運動神経全般に長ける。オートバイなどのあらゆる乗り物を乗りこなし、機械の扱いにも優れる上肉弾戦にも強い。そのため汎用性は非常に高く、全ての変身の中でもキューティーハニーに次いで多くの登場と見せ場が用意され大活躍した。ハニーが初めて変身した姿でもある。髪は漆黒のロングストレート。ただし如月ハニーの時とは違って髪先は固まっておらず、大きく広がり華麗に風に靡く。七変化の中で最も髪が長く、髪先は腰を越え臀部まで至る。
キューティーハニー
「ハニーフラッシュ!」の掛け声で空中元素固定装置が赤い色を帯び、如月ハニーが変身した姿。ハニー七変化の1形態である戦闘モード。決め台詞は「愛の光を持つ乙女! キューティーハニー! あなたの人生、変わるわよ!」。髪は赤いショートヘア。コスチュームは体にフィットしたレオタード状のもので、上半身が赤、下半身が濃い紫の配色。白地に金縁の手袋とロングブーツを着用し、耳には白いパールのピアスが付く。
極めてシリアスな性格の形態だが、第14話では早見青児が不可抗力で胸に顔をうずめてきたときは恥じらう面を見せたり、第25話では敵の猛攻を受けながらも油断をし、攻撃された挙句に崖から落ちそうになるという間の抜けた面も見せた。
空中元素固定装置
ハニーの心臓に埋め込まれているハート型の装置。ハニーの変身の際に使用される。変身チョーカーが起動スイッチとなっており、ハニーがこの装置の秘密を知るまでは、チョーカー自体が空中元素固定装置だと思い込んでいた。表面にフリージアの模様が刻まれており、変身するとその形態に合わせてフリージアの模様の光る色が異なる。後に聖羅の空中元素固定装置と融合しパワーアップを果たす。漫画版では「エルフローラ」と呼ばれ、ルビが振られていた。
ハニーブーメラン
キューティーハニーの牽制技。ハニーの腕についているブレスレットのハート形の装飾から生成される刃付きの小型ブーメランを飛ばして攻撃する。主に豹の爪の戦闘員を一掃する際に使われる。
シルバーフルーレ
キューティーハニーの武器である剣。フェンシングのフルーレに似た形をしている。柄の中心にピンクのハート形の装飾がついている。商品化の際には「ハニーフルーレ」という名称で発売された。
ハニーライトニングフレア
シルバーフルーレから放つ強力な必殺技。エネルギーをフルーレの刀身に収束させ、赤いFの形のエネルギーをぶつけて爆破する。命中率はあまり良くない。
治癒能力
空中元素固定装置の覚醒後はキューティーハニーの身体から外傷とコスチュームを恢復してくれる。他人の外傷でも治せるらしい。
ハイパーハニー
キューティーハニーがパワーアップした姿。コスチュームに黄色のウエストラインが1本加えられ、色も上半身が白、下半身が赤に変わる。コスチュームの胸元の隙間がキューティーハニーよりも大幅に広がり、彼女の魅力である大きな胸と谷間をさらに強烈に印象付けるようになった。頸部のチョーカーも金色に輝くお洒落な金属製に変わり、ハートの装飾もより大きな赤色に変化した。チョーカーの背部にはダイヤ型の装飾も追加され、その辺りから白色の長いリボンを2本結び付け華麗に靡く。新たな必殺技と武器が使えるようになり戦闘力を大幅に強化した。変身する際の台詞は「愛のため、乙女は変わる!」。イメージカラーは虹色。なお、ハイパーハニーという呼称は商品展開の際に使用された名前であり、劇中においてハニー自身がハイパーハニーと名乗ったことは一切無く、二段変身後の呼称もキューティーハニーで統一されている。
フラッシュブレス
聖羅の遺した空中元素固定装置とハニーの空中元素固定装置が融合したブレスレット型の変身アイテム。ハニーの左手首に装備している。ブレスレット中央のハート形の装飾はダイヤ形へ変化している。キューティーハニーをハイパーハニーへと導く。また、攻撃用の狙撃型武器・ハニールージュアローも収納している。
「愛のため、乙女は変わる!」という台詞を決めると、ブレスレットが神秘的な音を発ながら点滅を始め、ハニーは静かに目を閉じ左手を胸に当てる。ハニーの胸の中にある空中元素固定装置が左手のブレスレットと共鳴し光り輝き、そこでハニーは目を開き「ハニーフラッシュ!!」と叫ぶ。すると空中元素固定装置から虹色の光が溢れ、ハイパーハニーに変身する。
ハニールージュアロー
ハニーブーメランを代替するハイパーハニーの狙撃型武器で、ボウガンの形状をしている。23話で初使用。「ルージュアロー!」の掛け声でフラッシュブレスから召喚される。炎（プロミネンス）・氷（ブリザード）・雷（スパーク）・水（スプラッシュ）の口紅の矢の射撃を戦闘で使い分けることができる。
赤いルージュ
ルージュアローの先端に赤い光が閃くと「プロミネンス!」の掛け声で、超高熱の矢状の炎を射抜くことで、相手や相手の道具を焼き尽くす。
白いルージュ
ルージュアローの先端に白い光が閃くと「ブリザード!」の掛け声で、矢状の氷を射抜くことで、強力な冷気で相手の動きを封じる。
黄色のルージュ
ルージュアローの先端に黄色の光が閃くと「スパーク!」の掛け声で、矢状の雷電を射抜くことで、電撃を拡散させて多数の相手を撃ち倒すのに有効。
水色のルージュ
ルージュアローの先端に青い光が閃くと「スプラッシュ!」の掛け声で、勢いのある矢状の水流を射抜くことで、相手にぶつける。
ハニーヴァージナルインビテイション
ハニーライトニングフレアを大幅に強化した強力な超必殺技。エネルギーをフルーレに収束させ、虹色のVの形のエネルギーをぶつけて爆破する。豹の爪の幹部クラスの怪人を撃破するほどの高い威力がある。
凍結能力（漫画版Part11、アニメ第38話にのみ登場）
ハニーとゾラの最終決戦の際にハニーが見せた能力。空中元素固定装置の力を発動させ、巨大なダイヤモンドの結晶で自分諸共ゾラを封印する。漫画版ではシルバーフルーレから放つ圧倒的な剣気で大量の宝石を生成して、敵を凍結させる。

#### 主人公を支える人々（F）
早見 青児（はやみ せいじ）
声 - 千葉進歩、くまいもとこ（幼少期）
私立探偵の青年。かつて父をシスタージルに殺されたことがきっかけで豹の爪を憎み、追っている。この作品ではキャラクターデザインがかなりの美形に変わっている。
ハニーとは出会う度に喧嘩をしているが、自分と同様に豹の爪を追うキューティーハニーに協力するようになり、やがて彼女に想いを寄せるようになる。第21話に聖羅の策略でキューティーハニーの正体を知ってしまうが、それでもハニーへの想いは変わらなかった。
物語終盤でハニーと結ばれ、娘・聖羅を儲ける。その後、パンサーゾラとの決戦から3年後にハニーと結婚した。
秋 夏子（あき なつこ）
声 - 大本眞基子
ハニーの同級生で、寮で同室の親友でルームメイト。ハニーからは「夏ちゃん（なっちゃん）」と呼ばれている。カメラが趣味。原作とは異なり、こちらでは最後まで生き延びる。
第24話でハニーが無関係な人間を戦いに巻き込まないために密かに寮を出て行こうとしていたのを見てそれを咎めた際に、キューティハニーの正体が彼女であることを本人から知らされたことでショックを受けて学園を飛びだしてしまい、そのおかげでパンサークローの襲撃から免れるも、ハニーとパンサークローの戦いの最中にハニーを銃撃から庇って倒れる。幸運にも持っていた新品カメラに弾が当たったことで無傷で済み、以降、変わらずにハニーを親友として受け入れ協力者として行動を共にするようになる。
なお、豹の爪が学園を襲撃した際はハニーたちに罰当番をやらせようとしていたミハル先生たちの策略で始業式が延期されていたため、夏子とハニー以外の生徒たちも全員難を逃れ、原作とは異なり、ミハル先生とアルフォンヌ理事長も生き残った。
団兵衛（だんべえ）
声 - 松尾銀三
ハニーたちが通う聖チャペル学園の校長。紋付羽織を着た小柄な老人。ハニーの父・猛とは大学時代の友人。生徒思いでミハル先生をたしなめることも度々あるが、姉には頭が上がらない。名前と容姿は原作およびアニメ版第1作の早見団兵衛と同一だが、青児との血縁関係はない。
常似 ミハル（つねに ミハル）
声 - 尾小平志津香
ハニーたちが通う聖チャペル学園の女教師。学園の生活指導も担当しており、ハニーや夏子など周囲から「ミハルババア」と恐れられるほど規律に厳しく、度々学校を抜け出すハニーに手を焼いている。男性アイドルといった美少年が好き。
物語後半で豹の爪の襲撃により学園が崩壊し、それと同時にハニーの正体を知られた後、学園再建のためと称して何かにつけハニーたちと行動を共にすることになる。
アルフォンヌ
声 - 古川登志夫
ハニーたちが通う聖チャペル学園の理事長で、団兵衛の姉。ポチはその飼い犬。美少女生徒が好き。
ハニー親衛隊
ハニーの親衛隊で、男女それぞれ3人が登場。夏子や学園長と同様、ハニーの正体を知ってから協力するようになる。
さえこ
声 - 宇和川恵美

みゆき
声 - 久保田真紀

あゆみ
声 - 加藤良子

ハヤオ
声 - 赤井田良彦

コウタ
声 - 宮田始典

コジロウ
声 - 西松和彦

如月 猛（きさらぎ たけし）
声 - 神谷明
ハニーと聖羅の父。空中元素固定装置を開発した科学者であり、ハニーが16歳の誕生日を迎えた日にパンサークローに攫われてしまう。後にパンサークローの下から逃げ出すも一時的に記憶喪失となり、街を彷徨っていたところを青児に保護され、その後記憶を取り戻しハニーと再会した。
その後、ハニーが自分の出生の秘密を知ってショックを受けていた際に彼女を叱咤して立ち直らせる。最後はダークパンサーとの戦いの際、身を挺して聖羅を庇ってダークパンサーの攻撃を受け命を落とした。
葉月 聖羅（はづき せいら）
声 - 平松晶子
聖チャペル学園に突如現れた転校生。クールな性格の美少女で、ミスティーハニーに変身する。その際にはハニー同様チョーカーと指輪を使用するが、ハニーと違いチョーカーは左の太腿につけている。チョーカーと指輪のエンブレムはダイヤ型。
ハニーを他の女生徒同様「ハニーお姉様」と呼び、当初はあたかも慕っているかのような素振りを見せていたが、実際にはハニーを強く憎んでおり、度々ハニーと敵対する。実はハニーの双子の妹で、ハニー同様空中元素固定装置の種子から生まれた人工生命体である。生まれたばかりのころパンサークローに攫われてパンサーゾラやプリンスゼラの下で育てられ、その際に偽の記憶を植えつけられてハニーと父を憎むよう仕向けられた。さらにゾラによって胸に「憎しみの刻印」を刻まれており、聖羅の憎しみが高まるたびに怪人を生み出すようにされていた。
物語後半で、彼女の空中元素固定装置は未完成の失敗作であり、変身するたびに寿命が縮まっていたことが明かされる。その後、自分の出生の秘密を知りショックを受けていた時に自身の影であるダークパンサーと遭遇し、彼女と戦うことになる。その際、自分を庇って父が死んだのを目の当たりにしたことで初めて「愛」を知り、姉を守るために最後の力で変身。最後は命を代償にダークパンサーと相打ちになり、空中元素固定装置を残して消滅した。その後、彼女の空中元素固定装置はハニーの空中元素固定装置と融合し、彼女にハイパーハニーという新たな力を与えた。
漫画版の設定が大幅に異なり、プリンスゼラと片思いの恋慕を描いている。また、聖羅は死亡することなく最後まで生き続ける。
佐々木版漫画では、早見青児と黄昏のプリンスが登場せず、聖羅がメインキャラクターになっている。姉と和解し生存する。
実写ドラマ版の『キューティーハニー THE LIVE』は彼女を足して割ったような2人のキャラクター（早乙女ミキ、剣持ユキ）であることが言及されている。
ミスティーハニー
「ハニーフラッシュ!」のかけ声で葉月聖羅が変身した姿。剣技の実力はキューティーハニーより格上。登場の際の決め台詞は「憎しみと運命の影を抱く女! ミスティーハニー!」。イメージカラーは青。変身すると髪が短くなるハニーとは対照的に、変身すると髪が菫色の短髪から藍色の長髪になる。コスチュームの色は上半身が白、下半身が青で、頸部に黄色の長いリボンを結び付けている。黄色い菱形のピアスをしている。水色のアイシャドウも塗る。手袋と同じ型の膝まであるロングブーツを履いている。漫画版とアニメのコスチュームデザインは一部異なるが、全身に深い青紫色のコスチュームを纏う。なお、「ミスティーハニー」の名前は公募で決定されたものだが、原作ではハニーの七変化の一形態の名前だった。
空中元素固定装置
彼女の空中元素固定装置は不完全な失敗作であり、ミスティーハニー以外に自由に変化することはできない。漫画版では壊れた聖羅の空中元素固定装置はパンサーゾラの力によって修復されることがある。
シルバーフルーレ
ミスティーハニーの武器である剣。ハニーのとは対照的に、柄の中心に水色のダイヤ形の装飾が付いている。
ハニーセクシーダイナマイト
シルバーフルーレから放つ強力な必殺技。エネルギーを刀身に収束させ、Dの文字のような形をしたエネルギーを複数放つ。エネルギーが当たった相手の身体はゴムのように伸び縮みしたあと爆発する。
ハニーブーメラン（アニメ第19話にのみ登場）
ミスティーハニーの牽制技。左の太腿につけている変身チョーカーのダイヤを2本刃付ブーメランに変形させて射撃する。
早見 聖羅（はやみ せいら）
声 - 平松晶子
最終話に登場。ハニーと青児の間に産まれた娘。ゾラとの最終決戦の際にハニーの胎内に宿っており、ゾラと共に消滅しようとしたハニーに生きる力を与える役割を果たす。シスタージルと対戦したキューティーハニーを自身の母親とは知らずに憧れ、「将来はキューティーハニーになる」と発言した。聖羅の指輪がハニーと青児の結婚指輪になった。

#### 豹の爪（パンサークロー）
国際指名手配の秘密犯罪組織。ハニーの空中元素固定装置を使って無限に宝石を生み出そうと企み、そのためにハニーを狙う。その野望は宝石だけにとどまらず、世界を手中に入れんとする。パンサーゾラから生み出されたものとミスティーハニーの憎悪によって生み出されたものがいる。シスタージルと同格の大幹部「プリンスゼラ」がレギュラーとして登場したり、一般怪人より上位の「精鋭戦士」が設けられたりと、原作よりも大規模かつ機能的な組織として描かれている。

##### 上層部（F）
パンサーゾラ
声 - 渡部るみ
世界的犯罪組織・豹の爪の総帥。人間の欲望が生み出した存在であり、人間がいる限り滅びることはないという。シスタージル、プリンスゼラ、パンサー怪人の母のような存在。石像のような姿をしている。
最終決戦でハニーの空中元素固定装置の力により巨大なダイヤモンドの結晶の中に封印された。
黄昏のプリンス / プリンスゼラ
声 - 速水奨（オープニングナレーションも兼任）
ハニーに変身チョーカーと指輪を渡した謎の青年。影からハニーを見守り、度々ハニーを助ける。
その正体はパンサーゾラの子・プリンスゼラ。かつてハニーの父・如月猛と共同で空中元素固定装置を開発し、完成した直後に正体を現し、装置を奪おうとした。しかし、パンサークローが装置を悪用することを恐れた猛が生命体となった装置（ハニー）を持って逃走し研究所を爆破したことにより装置の奪取は失敗に終わり、代わりに一つだけ残っていた未完成の空中元素固定装置から産まれた生命体（聖羅）をパンサークローの下へ連れ帰り、彼女を憎しみの権化として育てた。
後にハニーと聖羅に彼女たちの正体を明かし、聖羅の死後彼女たちを愚弄したことでハニーの怒りを買い、彼女と戦うことになる。最初は優位に立っていたが、聖羅の空中元素固定装置と融合しハイパーハニーに変身したハニーの姿を見て初めて「愛の力」を目の当たりにし、驚愕する。そして考えを改め、現れたパンサーゾラに決別を告げ、ゾラの攻撃からハニーを庇う。その後、「人間の欲望から生まれた自分にも愛は生まれるはずだ」と考え、ハニーに別れを告げていずこかへと去っていった。
第33話で再びハニーの前に現れ、彼女にゾラの正体が人間の欲望の権化であること、人間がいる限りゾラを倒すことができないことを明かして一緒に人間のいない世界へ行こうと誘うが、ハニーはこの世界に残ってパンサークローと戦い続けることを選ぶ。その後、ハニーがパンサーゾラとの決戦に向かった際に青児をハニーの下へ導き、決戦の中でゾラの攻撃からハニーと青児を庇って倒れた。
しかし最終話で復活を果たし、シスタージルに人質に取られた聖羅を助ける。最後はハニーと青児の結婚を見届け去っていった。
シスタージル
声 - 大川千帆
豹の爪の大幹部。長い鞭が主な武器。かつて早見青児の父・早見勇人を殺害した張本人であり、青児にとっては父の仇である。
後にハニーが如月猛の娘であり、彼女が空中元素固定装置を持っていたことを知ってからは彼女を直接狙うようになり、一度はハニーとの対決で敗れ去るが23話で復活。世界各地から豹の爪の精鋭を集めて「新パンサー軍団」を結成し、ハニーの空中元素固定装置を狙う。
ハニーとゾラの最終決戦の際、ゾラに取り込まれ消滅したかに見えたが、ゾラ消滅と同時に三度復活。最終回で青児との結婚式を挙げようとしていたハニーを襲撃し、ハニーの娘聖羅を人質にとって戦いを挑み、ハニーを追い詰めたが、聖羅の声援を受けて再び立ち上がりハイパーハニーに変身したハニーに倒され、完全に消滅した。

##### 精鋭戦士
スカッドパンサー
声 - 百々麻子
豹の爪中近東支部から呼び寄せられた精鋭戦士。「砂漠の悪魔」の異名を持つ。両腕に刃がついているのが特徴で、背中からスカッドミサイルを撃ち出すことができる。ハニーを倒すことだけを目的にしており、空中元素固定装置の奪取は目的ではない。冷静沈着で、ハニーの下へ向かった際に家に侵入するのではなく玄関からハニーを呼び出す、ハニーとの戦いで負けた際に自分の負けを認めるなど、潔く真摯な性格をしている。
かつて中近東支部で一人の少女と出会い、ここから出たいという少女の夢を叶えようとしたが、その途中で豹の爪と敵対する集団に遭遇してしまい、戦闘の最中に自分をかばった少女が目の前で殺されたことがきっかけで人間を憎むようになった。
後にジルから離反し、単独でハニーの下へ向かう。だがハニーとの話し合いの最中にシスタージルに襲撃され、ハニーも巻き込んで三つ巴の戦闘に発展。最後はハニーとの戦いに敗北して潔く自分の負けを認め、中近東支部に帰ると約束したが、その直後にシスタージルに粛清され命を落とした。
ゴーゴンクロー
声 - 堀越真己
豹の爪スマトラ支部から呼び寄せられた精鋭戦士。西洋の甲冑に似たコスチュームを纏う。後にフレディクローと険悪な仲になる。
第31話で如月猛と交流があった女性科学者・神崎美津子をアジトへ誘拐したが、空中元素固定装置を巡る論争で美津子に圧倒される。その後美津子を助けるために忍び込んでいたハニーと戦闘になり、最後はハイパーハニーに変身したハニーに倒された。
フレディクロー
声 - 潘恵子
豹の爪ドイツ支部から呼び寄せられた精鋭戦士。軍服のようなコスチュームを纏い、左目の黒い片眼鏡が特徴。ジルの命令でハニーを狙う一方で、密かにジルを出し抜こうと企む。
後にシスタージル抹殺を企んだが、失敗に終わりジルの命令に従わざるを得なくなる。その後、ハニー抹殺のためにロシリカの巡洋艦「バジリスク」を乗っ取り、空中元素固定装置を渡さなければバジリスクに積まれている核ミサイルを東京に撃ち込むと脅迫し、ハニーを呼び出して決戦に突入。不死身の体の持ち主で何をしても死なないという特性があったためハニーを苦戦させるが、最後はハニーの空中元素固定装置の逆開放で核ミサイル諸共分解され、消滅した。

##### パンサー怪人
特殊能力を持つ女怪人たち。従来作と違い、シスタージル以外にも上記のスカッドパンサー、フレディクローなどの幹部級怪人がいるのが特徴。
また、ネーミングの法則から外れた名前を持つものも多い。
ミセス・ビー
声 - 渡部るみ
1話に登場。蜂の姿をした怪人。大柄な体躯で、自在に空を飛ぶことができる。キューティーハニーが最初に戦った怪人。飛行船上での戦いで動きがとれないハニーに対して優位に立つが、一瞬の隙からライトニングフレアを叩き込まれ、消滅した。
シザースパンサー
声 - みうらうらら
1、2話に登場。蟹の姿の怪人。上半身が硬い甲羅で覆われており、ハサミ状の右手には重火器が内蔵されている。下水道でハニーと戦闘になるが彼女の作戦に嵌り、味方のタランチュラパンサーを誤射で死亡させてしまう。その後は、ろくな抵抗もできないまま敗れ去る。
タランチュラパンサー
声 - 宇和川恵美
1、2話に登場。蜘蛛の姿の怪人。糸つぼから伸びる糸は強度が高く、相手を拘束することができる。シザースパンサーと行動を共にするが、彼女の誤射によってハニーと戦うことなく死亡する。別コロ版においては、糸を使った攻撃でハニーの拘束に成功しトドメをシスター・ジルに譲ろうとするが、突如現れた真平によって糸を切断され、直後にライトニングフレアを受けて消滅した。
ホワイトパンサー
声 - 甲斐田ゆき
3話に登場。鳥の姿の怪人。毒が仕込まれた羽根を針のように打ち出して攻撃する。キューティーハニーとの戦いでは、得意の羽根攻撃をすべてかわされ、フルーレを突きつけられるが、わずかに肌をかすめていたことで毒が回り形勢逆転。動けないハニーを一方的に嬲るが油断から反撃の機会を与えてしまい、ライトニングフレアで倒される。
バブルクロー
声 - 大塚智子
4話に登場。泡の怪人。攻撃を受けても泡となって分裂し、無傷のまま再生することができる。キューティーハニーのあらゆる攻撃を無効化したが、唯一の弱点である額に埋まった球状の本体を暴かれると、そこにピンポイントでライトニングフレアを叩き込まれ消滅した。
マジックアイズクロー
声 - 篠原恵美
5話に登場。額や手の平など身体中に第三の眼球を持つ怪人。眼球を相手に向けることで幻覚を生じさせる。キューティーハニーに幻覚を見せ一時的に戦闘能力を奪うが、青児の介入によって眼球の能力を無力化され、あっさりと敗北した。
ボンバークロー
声 - 冨永みーな
6話に登場。猫のような仕草を見せる怪人。体毛に覆われた胸から小型のミサイルを発射できる。ハニーに追い詰められた後、不意打ちを仕掛けるが通用せず、ライトニングフレアを受けて消滅した。
ゴールドマダム
声 - 尾小平志津香
7話に登場。全身が液状の金で覆われている怪人。伸縮自在の身体を持ち、頭部をドリルに変化させたりと多彩な攻撃が可能。
ローズクロー
声 - まるたまり
8話に登場。薔薇の姿の怪人。トゲやツルを使って攻撃する。口からバラの香りを吐くことができ、この匂いを嗅いだものはローズクローの手下となる。
ゼブラクロー
声 - みうらうらら
9話に登場。シマウマの姿の怪人。特に主だった攻撃はなく、冒頭で黄昏のプリンスによって退治された。
レディブル
声 - 上村典子
9話に登場。牛の姿の怪人。パンサークロー随一のパワーを持つ。突進して攻撃する。
ファンタスティック・バタフライ
声 - 富沢美智恵
10話に登場。蝶の姿の怪人。キューティーハニー抹殺の指令を受け宝石店を襲う。羽から鱗粉を出し、相手の目を見えなくする。ハニーライトニングフレアをかわすなど、俊敏な動きと多彩な攻撃でハニーを苦しめる。
くの一カメレオン
声 - ならはしみき
11話に登場。カメレオンの姿の怪人。空中元素固定装置を見つけ出す指令を受け、如月姓の女子高生を襲う。舌を使った攻撃やハニーのように変身も可能。黄昏のプリンスに化けハニーのチョーカーを狙う。姿も消すことができるが影は見えるため、光が弱点。顔の上にある大きなカメレオンの目は自在に動かすことができる。
ヘヴンズベアー
声 - 松本さち
14話に登場。熊の姿の怪人。ミスティーハニーの憎悪から生まれた怪人。ハニーが持っていた熊のぬいぐるみから熊がモチーフ。鋭い爪と怪力で攻撃をする。聖羅を人質に教会跡でハニーと対決する。
ペガサスパンサー
声 - 志乃宮風子
15話に登場。ペガサスの姿の怪人。ミスティーハニーの憎悪から生まれた怪人。フェンシング部を襲う。剣と盾を使って攻撃する。ハニーのおふざけにも的確に突っ込みを入れる。
アントクロー
声 - 西宏子
16話に登場。蟻の姿の怪人。ミスティーハニーの憎悪から生まれた怪人。甘いものを憎み街を襲う。口から溶解液を出したり、肩から卵を出して攻撃するがハニーが一度もピンチになることはなかった。
タイガーヘッドクロー
声 - 宇和川恵美
サンセットクロー
声 - 堀越真己
スカルクロー
声 - 折笠愛
ブリザードクロー
声 - 横尾まり
ダークパンサー（漫画版では「ダーティーハニー」）
声 - 横尾まり
聖羅の絶望から生まれた怪人。ミスティーハニーに瓜二つの姿だが、全身が青白い色をしている。
聖羅が自分の正体を知って絶望した際に生まれ、彼女の絶望と「こんな世界なんて無くなってしまえ」という聖羅の憎しみを受け継いで世界を滅ぼそうとする。その後、ハニーたちと戦闘になり、その途中で怪物のような姿に変身。聖羅をかばった如月猛の命を奪ったが、最後はミスティーハニーとの決闘の末に相打ちになって消滅する。
サターンベイビークロー
声 - 松井菜桜子
フレディクロー
声 - 潘恵子
エレクトリックパンサー
声 - 堀江美都子
サスペンションクロー姉
声 - 高田由美
サスペンションクロー妹
声 - くまいもとこ
ジャングルクロー
声 - 竹田愛里
アマゾンパンサー
声 - 西原久美子
カッタークロー
声 - 高乃麗
キューピッドクロー
声 - 西村ちなみ
パンサー手下（戦闘員）
声 - 赤井田良彦、土門仁、宮田始典他
豹の爪の戦闘員。豹の覆面と服装、倒されると泡になって消滅するなど、過去作と設定は同じ。

#### ゲストキャラクター（F）
ゆりえ
声 - 富田恭子
ヒロシ
声 - 有馬克明
アリナ・柊
声 - 麻生かほ里
第4話に登場。
マザーフォーチューン
声 - 青山佳代
早見 勇人（はやみ ゆうと）
声 - 梁田清之
早見青児の父親。私立探偵で、かつて豪華客船で豹の爪が絡んだ犯罪を追っていた際、息子の目の前でシスタージルに殺害される。青児がいつもかぶっているハンチング帽は勇人の形見の品。
林原 薫（はやしばら かおる）
声 - 堀本等
第8話に登場。最高の香水「ローズ・ルネッサンス」の再現を目指す若き天才調香師。研究のことしか頭になく、生活能力は皆無。心に決めた女性がおり、ローズ・ルネッサンスが完成したらプロポーズすると決心していた。そのため夏子のアタックに気付かず、結婚式の写真と、手伝いのお礼として「キューティーサマー」という香水を贈った。
芳村 エリカ（よしむら えりか）
声 - 鈴木真仁
第9話に登場。豹の爪の怪人に襲われたところを黄昏のプリンスに助けられたお金持ちのお嬢様。指に輝く指輪「太陽のダイヤ」を持つ。黄昏のプリンスに一目惚れしてしまい、そのためにプリンスの知り合いであるハニーに、プリンスと絶縁するよう言い渡した。
神崎 美津子（かんざき みつこ）
声 - 増山江威子
如月猛と団兵衛の大学時代の知り合いだった女性博士。如月博士の憧れの人だったらしい。シンポジウムのために来日した際にハニーと出会い、彼女と交流する。

### 作中用語（F）
聖チャペル学園
ハニーが通っている全寮制高校。アニメ版第1作および漫画版では女子高だが、本作品では男女共学。
憎しみの刻印
聖羅の胸にある、黒いバラの花に似た形の痣。聖羅の憎しみに呼応して怪人を生み出す。最初は小さかったが、20話で大きくなり、その際に発光し明滅する描写が見られた。

### スタッフ（F）
- 原作 - 永井豪
- シリーズディレクター - 佐々木憲世
- シリーズ構成 - 山口亮太
- キャラクターデザイン - 下笠美穂
- 美術デザイン - 鹿野良行
- 音楽 - 佐橋俊彦
- 音響効果 - 今野康之（スワラ・プロ）
- 選曲 - 水野さやか
- 協力 - 青二プロダクション（ノンクレジット）
- プロデューサー - 上田めぐみ、太田賢司（以上、テレビ朝日）、矢田晃一（東映エージエンシー）、東伊里弥
- アニメーション製作 - 東映動画
- 制作 - テレビ朝日、東映エージエンシー、東映

### 主題歌（F）
オープニングテーマ「キューティーハニー」
作詞 - クロードQ / 作曲 - 渡辺岳夫 / 編曲 - 亀山耕一郎 / 歌 - SALIA
エンディングテーマ「泣けちゃうほど せつないけど」
歌・作詞・作曲 - 岡本真夜 / 編曲 - 十川知司

### 各話リスト（F）
| 話数             | 放送日           | サブタイトル                     | 脚本             | （絵コンテ） 演出             | 作画監督            | 美術             |
| 第一部（試練編） | 第一部（試練編） | 第一部（試練編）                 | 第一部（試練編） | 第一部（試練編）              | 第一部（試練編）    | 第一部（試練編） |
| ---------------- | ---------------- | -------------------------------- | ---------------- | ----------------------------- | ------------------- | ---------------- |
| 1                | 1997年 2月15日   | 愛のために! 乙女は変わる         | 山口亮太         | 佐々木憲世                    | 伊東美奈子 下笠美穂 | 鹿野良行         |
| 2                | 2月22日          | 乙女の決意! たそがれに一輪の花   | 山口亮太         | 角銅博之                      | 清山滋崇            | 窪田忠雄         |
| 3                | 3月1日           | 乙女の夢! 花嫁衣装は誰のため?    | 吉田玲子         | 小坂春女                      | 藤田まり子          | 橋本和幸         |
| 4                | 3月8日           | 人魚姫の涙! 父と娘のきずな       | 隅沢克之         | 細田雅弘                      | 杉本道明            | 田尻健一         |
| 5                | 3月15日          | 運命をこえて! 七色の虹の乙女     | 吉田玲子         | 遠藤勇二                      | 北野ヨシヒロ        | 鹿野良行         |
| 6                | 3月22日          | 変身不能! 閉じこめられたハニー   | 隅沢克之         | 芝田浩樹                      | 細山正樹            | 鹿野良行         |
| 7                | 4月19日          | 悲しみの海! 青児、父への追憶     | 山口亮太         | 五十嵐卓哉                    | 爲我井克美          | 鹿野良行         |
| 8                | 4月26日          | 甘く危険な香り! 守れ乙女の純情   | 吉田玲子         | 角銅博之                      | 小山知洋            | 田尻健一         |
| 9                | 5月3日           | プリンスの危機!? ライバル登場!!  | 山口亮太         | （佐々木憲世） 氷室文月       | 杉本道明            | 鹿野良行         |
| 10               | 5月10日          | 必殺技敗れる!? ハニー決死の激闘  | 隅沢克之         | 小坂春女                      | 清山滋崇            | 鹿野良行         |
| 11               | 5月17日          | 忍びよる恐怖!! 狙われたハニー    | 山口亮太         | 遠藤勇二                      | 下笠美穂            | 田尻健一         |
| 12               | 5月24日          | ハニー絶体絶命! ジル電撃の嵐     | 隅沢克之         | 芝田浩樹                      | 北野ヨシヒロ        | 鹿野良行         |
| 13               | 5月31日          | 愛の力で戦え! ジルとの最終決戦   | 吉田玲子         | 角銅博之                      | 細山正樹            | 中西英和         |
| 第二部（運命編） |                  |                                  |                  |                               |                     |                  |
| 14               | 6月7日           | 謎の戦士登場!! 新たな運命の序曲  | 山口亮太         | （佐々木憲世） 遠藤勇二       | 爲我井克美          | 田尻健一         |
| 15               | 6月14日          | 開幕のベル! 二人のハニー超戦闘   | 吉田玲子         | 細田雅弘                      | 杉本道明            | 鹿野良行         |
| 16               | 6月21日          | からみ合う愛憎! 姉妹テニス対決   | 隅沢克之         | 小坂春女                      | 小山知洋            | 中西英和         |
| 17               | 7月5日           | 衝撃事実! 父が語るハニーの秘密   | 吉田玲子         | 遠藤勇二                      | 清山滋崇            | 田尻健一         |
| 18               | 7月12日          | 燃える炎の記憶! 聖羅の過去       | 十川誠志         | 五十嵐卓哉                    | 下笠美穂            | 鹿野良行         |
| 19               | 7月26日          | 水着で勝負! 幽霊船のガイ骨退治   | 隅沢克之         | 角銅博之                      | 北野ヨシヒロ        | 中西英和         |
| 20               | 8月2日           | パンサー刻印! 聖羅の胸の秘密     | 山口亮太         | 氷室文月                      | 杉本道明            | 田尻健一         |
| 21               | 8月16日          | 愛ゆえに! Wハニー最後の戦い      | 吉田玲子         | 小坂春女                      | 細山正樹            | 鹿野良行         |
| 22               | 8月23日          | 炎の中に聖羅死す! 父の愛を胸に   | 山口亮太         | 芝田浩樹                      | 爲我井克美          | 鹿野良行         |
| 23               | 8月30日          | 愛の結末! 運命に勝つハニーの光   | 山口亮太         | 遠藤勇二                      | 清山滋崇            | 中西英和         |
| 第三部（覚醒編） |                  |                                  |                  |                               |                     |                  |
| 24               | 9月13日          | 学園崩壊!? 新パンサー軍団の脅威  | 山口亮太         | 五十嵐卓哉                    | 上野ケン            | 鹿野良行         |
| 25               | 10月4日          | ハニーの子育て!? 狙われたベビー  | 吉田玲子         | 角銅博之                      | 加々美高浩          | 田尻健一         |
| 26               | 10月11日         | アイドルなパンサー? 熱唱歌合戦   | 隅沢克之         | 芝田浩樹                      | 伊東美奈子 三島利佳 | 中西英和         |
| 27               | 10月25日         | サーキットの女王! 超高速の激闘   | 大橋志吉         | 佐々木憲世                    | 上野ケン            | 鹿野良行         |
| 28               | 11月1日          | その名は悪魔! パンサー戦士の涙   | 山口亮太         | 小坂春女                      | 下笠美穂            | 鹿野良行         |
| 29               | 11月15日         | 無人島大冒険! お宝探しで大騒ぎ   | 隅沢克之         | 遠藤勇二                      | 清山滋崇            | 鹿野良行         |
| 30               | 11月22日         | 脱出不可能!? 地獄行きの暴走列車  | 大橋志吉         | 五十嵐卓哉                    | 爲我井克美          | 鹿野良行         |
| 31               | 11月29日         | 情熱と愛は消えず! 父の青春の日々 | 吉田玲子         | 角銅博之                      | 上野ケン            | 鹿野良行         |
| 32               | 12月6日          | 腹ペコ探偵早見青児! 最悪の一日   | 隅沢克之         | 芝田浩樹                      | 須田正己            | 鹿野良行         |
| 33               | 12月13日         | 大宇宙のワナ! ハニー最大の危機   | 大橋志吉         | 小坂春女                      | 下笠美穂 岡村正弘   | 鹿野良行         |
| 34               | 12月20日         | ハニー愛の選択! 青児VSプリンス   | 山口亮太         | 遠藤勇二                      | 清山滋崇            | 鹿野良行         |
| 35               | 12月27日         | 私を信じて! 愛の光全パワー開放   | 隅沢克之         | 五十嵐卓哉                    | 爲我井克美          | 鹿野良行         |
| 36               | 1998年 1月10日   | 勇気の戦い! 電撃プロレスマッチ   | 吉田玲子         | 小坂春女                      | 上野ケン            | 鹿野良行         |
| 37               | 1月17日          | 最後の聖戦（前編）運命に向かう愛 | 山口亮太         | （佐々木憲世） まつもとただお | 須田正己            | 鹿野良行         |
| 38               | 1月24日          | 最後の聖戦（後編）夢見る力の勝利 | 山口亮太         | 佐々木憲世                    | 下笠美穂            | 鹿野良行         |
| 39               | 1月31日          | 花嫁ハニー! 愛の光は永遠に       | 吉田玲子         | 芝田浩樹                      | 下笠美穂 清山滋崇   | 鹿野良行         |

### 放送期間など（F）
- 放送期間：1997年2月15日 - 1998年1月31日
- 放送回数：全39話
- 放送時間：毎週土曜日19時00分 - 19時30分（1997年9月13日まで）、毎週土曜日18時30分 - 19時00分（同年10月4日以降）
- 放送局：テレビ朝日

### 放送局（F）
※放送日時は1997年12月中旬 - 1998年1月上旬時点のものとする。
| 放送地域       | 放送局           | 系列                                         | 放送期間                                                    | 放送日時                              | 備考                        |
| -------------- | ---------------- | -------------------------------------------- | ----------------------------------------------------------- | ------------------------------------- | --------------------------- |
| 関東広域圏     | テレビ朝日       | テレビ朝日系列                               | 1997年2月15日 - 1997年9月13日 1997年10月4日 - 1998年1月24日 | 土曜 19:00 - 19:30 土曜 18:30 - 19:00 | 制作局                      |
| 北海道         | 北海道テレビ     | テレビ朝日系列                               | 1997年2月15日 - 1997年9月13日 1997年10月4日 - 1998年1月24日 | 土曜 19:00 - 19:30 土曜 18:30 - 19:00 |                             |
| 青森県         | 青森朝日放送     | テレビ朝日系列                               | 1997年2月15日 - 1997年9月13日 1997年10月4日 - 1998年1月24日 | 土曜 19:00 - 19:30 土曜 18:30 - 19:00 |                             |
| 岩手県         | 岩手朝日テレビ   | テレビ朝日系列                               | 1997年2月15日 - 1997年9月13日 1997年10月4日 - 1998年1月24日 | 土曜 19:00 - 19:30 土曜 18:30 - 19:00 |                             |
| 宮城県         | 東日本放送       | テレビ朝日系列                               | 1997年2月15日 - 1997年9月13日 1997年10月4日 - 1998年1月24日 | 土曜 19:00 - 19:30 土曜 18:30 - 19:00 |                             |
| 秋田県         | 秋田朝日放送     | テレビ朝日系列                               | 1997年2月15日 - 1997年9月13日 1997年10月4日 - 1998年1月24日 | 土曜 19:00 - 19:30 土曜 18:30 - 19:00 |                             |
| 山形県         | 山形テレビ       | テレビ朝日系列                               | 1997年2月15日 - 1997年9月13日 1997年10月4日 - 1998年1月24日 | 土曜 19:00 - 19:30 土曜 18:30 - 19:00 |                             |
| 福島県         | 福島放送         | テレビ朝日系列                               | 1997年2月15日 - 1997年9月13日 1997年10月4日 - 1998年1月24日 | 土曜 19:00 - 19:30 土曜 18:30 - 19:00 |                             |
| 新潟県         | 新潟テレビ21     | テレビ朝日系列                               | 1997年2月15日 - 1997年9月13日 1997年10月4日 - 1998年1月24日 | 土曜 19:00 - 19:30 土曜 18:30 - 19:00 |                             |
| 長野県         | 長野朝日放送     | テレビ朝日系列                               | 1997年2月15日 - 1997年9月13日 1997年10月4日 - 1998年1月24日 | 土曜 19:00 - 19:30 土曜 18:30 - 19:00 |                             |
| 静岡県         | 静岡朝日テレビ   | テレビ朝日系列                               | 1997年2月15日 - 1997年9月13日 1997年10月4日 - 1998年1月24日 | 土曜 19:00 - 19:30 土曜 18:30 - 19:00 |                             |
| 石川県         | 北陸朝日放送     | テレビ朝日系列                               | 1997年2月15日 - 1997年9月13日 1997年10月4日 - 1998年1月24日 | 土曜 19:00 - 19:30 土曜 18:30 - 19:00 |                             |
| 中京広域圏     | 名古屋テレビ     | テレビ朝日系列                               | 1997年2月15日 - 1997年9月13日 1997年10月4日 - 1998年1月24日 | 土曜 19:00 - 19:30 土曜 18:30 - 19:00 |                             |
| 広島県         | 広島ホームテレビ | テレビ朝日系列                               | 1997年2月15日 - 1997年9月13日 1997年10月4日 - 1998年1月24日 | 土曜 19:00 - 19:30 土曜 18:30 - 19:00 |                             |
| 山口県         | 山口朝日放送     | テレビ朝日系列                               | 1997年2月15日 - 1997年9月13日 1997年10月4日 - 1998年1月24日 | 土曜 19:00 - 19:30 土曜 18:30 - 19:00 |                             |
| 香川県・岡山県 | 瀬戸内海放送     | テレビ朝日系列                               | 1997年2月15日 - 1997年9月13日 1997年10月4日 - 1998年1月24日 | 土曜 19:00 - 19:30 土曜 18:30 - 19:00 |                             |
| 愛媛県         | 愛媛朝日テレビ   | テレビ朝日系列                               | 1997年2月15日 - 1997年9月13日 1997年10月4日 - 1998年1月24日 | 土曜 19:00 - 19:30 土曜 18:30 - 19:00 |                             |
| 福岡県         | 九州朝日放送     | テレビ朝日系列                               | 1997年2月15日 - 1997年9月13日 1997年10月4日 - 1998年1月24日 | 土曜 19:00 - 19:30 土曜 18:30 - 19:00 |                             |
| 長崎県         | 長崎文化放送     | テレビ朝日系列                               | 1997年2月15日 - 1997年9月13日 1997年10月4日 - 1998年1月24日 | 土曜 19:00 - 19:30 土曜 18:30 - 19:00 |                             |
| 熊本県         | 熊本朝日放送     | テレビ朝日系列                               | 1997年2月15日 - 1997年9月13日 1997年10月4日 - 1998年1月24日 | 土曜 19:00 - 19:30 土曜 18:30 - 19:00 |                             |
| 大分県         | 大分朝日放送     | テレビ朝日系列                               | 1997年2月15日 - 1997年9月13日 1997年10月4日 - 1998年1月24日 | 土曜 19:00 - 19:30 土曜 18:30 - 19:00 |                             |
| 鹿児島県       | 鹿児島放送       | テレビ朝日系列                               | 1997年2月15日 - 1997年9月13日 1997年10月4日 - 1998年1月24日 | 土曜 19:00 - 19:30 土曜 18:30 - 19:00 |                             |
| 沖縄県         | 琉球朝日放送     | テレビ朝日系列                               | 1997年2月15日 - 1997年9月13日 1997年10月4日 - 1998年1月24日 | 土曜 19:00 - 19:30 土曜 18:30 - 19:00 |                             |
| 近畿広域圏     | 朝日放送         | テレビ朝日系列                               | 1997年2月15日 - 9月23日 1997年10月4日 - 1998年1月24日       | 土曜 18:30 - 19:00 土曜 17:00 - 17:30 | 25話以降先行放送            |
| 富山県         | 北日本放送       | 日本テレビ系列                               | 1997年7月8日 - 1998年4月28日                                | 火曜 16:55 - 17:25                    |                             |
| 山梨県         | テレビ山梨       | TBS系列                                      | 1997年4月22日 - 1998年12月29日                              | 火曜 15:55 - 16:25                    | 1998年1月以降は不定期放送。 |
| 宮崎県         | テレビ宮崎       | フジテレビ系列 日本テレビ系列 テレビ朝日系列 | 不明                                                        | 火曜 16:00 - 16:30                    |                             |

### 劇場版（F）
『キューティーハニーF』は、1997年夏の東映アニメフェアにおいて公開された、同作の劇場版。ちゃお創刊20周年記念事業の一環として製作された。
ストーリー
伝説の秘宝・「古代蝶」は持つ者をエメラルドの城へ導く。ハニーがこの秘密を守るため、悪の組織・豹の爪に生死を懸けた対決を挑む。
登場キャラクター
ロベルト
声 - 山寺宏一
クレア
声 - 島本須美
ビートルママ
声 - 鈴木みえ
クィーンガーラの配下。巨大なカブトムシのような姿。
レディマンティス
声 - 宇和川恵美
クィーンガーラの配下。巨大なカマキリのような姿。最後はミスティーハニーの必殺技に消滅した。
ロリータクローラ
声 - こおろぎさとみ
クィーンガーラの配下。巨大な蠕虫のような姿。
クィーンガーラ
声 - 勝生真沙子
巨大なサソリのような姿の女王。羽化した古代蝶を導いて伝説の遺跡・エメラルドの城をつけ狙う。
作中用語
古代蝶
エメラルドの城
伝説の遺跡。
スタッフ
- 監督 - 佐々木憲世
- 脚本 - 山口亮太
- キャラクターデザイン - 下笠美穂
- 作画監督 - 伊東美奈子
- 作画補佐 - 増田信博、富田与四一
- 美術監督 - 窪田忠雄
- 音楽 - 佐橋俊彦
- 製作担当 - 高梨洋一
- 撮影 - 片山幸男
- 編集 - 吉川泰弘
- 録音 - 立花康夫

主題歌

### 関連商品（F）
漫画（既刊一覧）
漫画 - 飯坂友佳子
各掲載誌 - 「ちゃお」「てれびくん」「小学一年生」「小学二年生」「小学三年生」「小学四年生」「めばえ」「幼稚園」「学習幼稚園」「別冊コロコロコミック」
- 小学館・ちゃおフラワーコミックス 『キューティーハニーF』 （全4巻）

| 単行本           | 話数                  | 収録話                                    | ISBNコード        |
| ---------------- | --------------------- | ----------------------------------------- | ----------------- |
| 第1巻 1997年6月  | Vol.1                 | 華麗なる七変化! キューティーハニー登場    | 978-4-09-137181-2 |
| 第1巻 1997年6月  | Vol.2                 | 青い蘭は危険な香り                        | 978-4-09-137181-2 |
| 第1巻 1997年6月  | Vol.3                 | 白百合の純情 恋のときめき                 | 978-4-09-137181-2 |
| 第1巻 1997年6月  | Vol.4                 | 大ピンチ!! キューティーハニーの正体は!?   | 978-4-09-137181-2 |
| 第1巻 1997年6月  | 学園編                | 怪盗参上 ハニーを狙え!?                   | 978-4-09-137181-2 |
| 第1巻 1997年6月  | 学年誌記事 〈Part1〉  |                                           | 978-4-09-137181-2 |
| 第1巻 1997年6月  | 学年誌記事 〈Part2〉  |                                           | 978-4-09-137181-2 |
| 第2巻 1997年10月 | Vol.5                 | 謎の女戦士 ミスティーハニー登場!          | 978-4-09-137182-9 |
| 第2巻 1997年10月 | Vol.6                 | 海辺で決闘 渚のピーチバレー対決!          | 978-4-09-137182-9 |
| 第2巻 1997年10月 | Vol.7                 | 衝撃のハニー 黄昏のプリンスの正体は!?     | 978-4-09-137182-9 |
| 第2巻 1997年10月 | 学園編                | ゴーストハウスの恐怖!?                    | 978-4-09-137182-9 |
| 第2巻 1997年10月 | 学年誌記事 〈Part3〉  |                                           | 978-4-09-137182-9 |
| 第2巻 1997年10月 | 学年誌記事 〈Part4〉  |                                           | 978-4-09-137182-9 |
| 第2巻 1997年10月 | 学年誌記事 〈Part5〉  |                                           | 978-4-09-137182-9 |
| 第2巻 1997年10月 | 学年誌記事 〈Part6〉  |                                           | 978-4-09-137182-9 |
| 第3巻 1998年2月  | Vol.8                 | 激闘!! 強敵シスタージル                   | 978-4-09-137183-6 |
| 第3巻 1998年2月  | Vol.9                 | 哀しみの聖羅!! 明かされた秘密             | 978-4-09-137183-6 |
| 第3巻 1998年2月  | Vol.10                | 邪悪な影!! ダーティーハニーの罠           | 978-4-09-137183-6 |
| 第3巻 1998年2月  | Vol.11                | 愛のために!! ハニー、怒りの変身           | 978-4-09-137183-6 |
| 第3巻 1998年2月  | 学園編                | プリンス様のうるわしき生活                | 978-4-09-137183-6 |
| 第3巻 1998年2月  | 学年誌記事 〈Part7〉  |                                           | 978-4-09-137183-6 |
| 第3巻 1998年2月  | 学年誌記事 〈Part8〉  |                                           | 978-4-09-137183-6 |
| 第4巻 1998年4月  | Vol.12                | 新たなる変化!! 愛の戦士ハイパーハニー     | 978-4-09-137184-3 |
| 第4巻 1998年4月  | Vol.13                | 最終決戦!! ハニーVS.パンサーゾラ          | 978-4-09-137184-3 |
| 第4巻 1998年4月  | 最終回                | さらぱキューティーハニー!! 愛の光は永遠に | 978-4-09-137184-3 |
| 第4巻 1998年4月  | 学園編                | ハニーの一番長い夜                        | 978-4-09-137184-3 |
| 第4巻 1998年4月  | 番外編                | 復活のシスタージル!?                      | 978-4-09-137184-3 |
| 第4巻 1998年4月  | 学年誌記事 〈Part9〉  |                                           | 978-4-09-137184-3 |
| 第4巻 1998年4月  | 学年誌記事 〈Part10〉 |                                           | 978-4-09-137184-3 |
| 第4巻 1998年4月  | 学年誌記事 〈Part11〉 |                                           | 978-4-09-137184-3 |
| 第4巻 1998年4月  | 学年誌記事 〈Part12〉 |                                           | 978-4-09-137184-3 |

解説本
- 「キューティーハニーF」の秘密・コミック研究本 （出版 - データハウス、著者 - K宮崎、1997年8月発売） ISBN 978-4-88718-457-2

音楽CD
| 枚                    | 発売日                | タイトル                                      | 規格品番              |
| マキシシングル（8cm） | マキシシングル（8cm） | マキシシングル（8cm）                         | マキシシングル（8cm） |
| --------------------- | --------------------- | --------------------------------------------- | --------------------- |
| 1                     | 1997年2月21日         | キューティーハニー                            | CODC-1165             |
| 2                     | 1997年3月5日          | 泣けちゃうほど せつないけど                   | TKDA-70999            |
| 3                     | 1997年7月19日         | キューティーハニー クラブスタイル             | CODC-1281             |
| ミニアルバム（8cm）   |                       |                                               |                       |
| 1                     | 1997年10月21日        | キューティーハニーF ハイパーハニー登場!!      | CODZ-3034             |
| 2                     | 1997年11月21日        | キューティーハニーF キャラクタービジョンCD    | COCC-14696            |
| イーメジアルバム      |                       |                                               |                       |
| 1                     | 1997年6月21日         | キューティーハニーF ソングコレクション        | COCC-14281            |
| サウンドトラック      |                       |                                               |                       |
| 1                     | 1997年7月19日         | キューティーハニーF ミュージックコレクション  | COCC-14366            |
| 2                     | 1997年10月21日        | キューティーハニーF ミュージックコレクション2 | COCC-14580            |

VHS
- キューティーハニーF （全巻映像特典付き・シリーズ全19巻+劇場版1巻）

LD
- キューティーハニーF （全巻封入特典・シリーズ全10巻+劇場版1巻・毎巻1枚）

DVD
- キューティーハニーF VOL.1 （1話 - 10話まで収録 2枚組・片面2層） DSTD-06624
- キューティーハニーF VOL.2 （11話 - 20話まで収録 2枚組・片面2層） DSTD-06625
- キューティーハニーF VOL.3 （21話 - 29話まで収録 2枚組・片面2層） DSTD-06626
- キューティーハニーF VOL.4 （30話 - 39話まで収録 2枚組・片面2層） DSTD-06627
- キューティーハニーF 劇場版 （1枚組・片面1層） DSTD-02355

| テレビ朝日系列 土曜 19:00 - 19:30                                                                                                   | テレビ朝日系列 土曜 19:00 - 19:30                                            | テレビ朝日系列 土曜 19:00 - 19:30                                                                          |
| 前番組 | 番組名                                                                       | 次番組 |
| --- | ---------------------------------------------------------------------------- | --- |
| 美少女戦士セーラームーン セーラースターズ （1996年3月9日 - 1997年2月8日）                                                           | キューティーハニーF （1997年2月15日 - 1997年9月13日） 【当番組までアニメ枠】 | クイズ!渡る世間は金ばかり?! （1997年10月25日 - 1998年1月10日） ※19:00 - 20:00 【ここからバラエティ番組枠】 |
| テレビ朝日系列 土曜 18:30 - 18:55                                                                                                   |                                                                              | |
| 検証ドキュメンタリー ザ・スクープ （1996年4月 - 1997年9月27日） ※18:00 - 18:55 【土曜 23:30 - 翌0:40に移動、 かつ15分拡大して継続】 | キューティーハニーF （1997年10月4日 - 1998年1月31日） 【当番組からアニメ枠】 | アニメ週刊DX!みいファぷー （1998年2月14日 - 1999年2月6日） ※18:30 - 19:00                                  |
| テレビ朝日 土曜 18:55 - 19:00 |                                                                              | |
| 世界の国立公園 （1996年4月6日 - 1997年9月27日） 【土曜 23:27 - 23:30に移動、 かつ2分縮小して継続】 【ここまで関東ローカル枠】       | キューティーハニーF （1997年10月4日 - 1998年1月31日） 【当番組からアニメ枠】 | アニメ週刊DX!みいファぷー （1998年2月14日 - 1999年2月6日） ※18:30 - 19:00                                  |

## OVA「Re:キューティーハニー」
『Re:キューティーハニー』（リ キューティーハニー）は、2004年にリリースされたOVA版。
実写映画版『 キューティーハニー』からのスピンオフ作品。全3巻がリリースされている。
『初代』を強く意識した作風となっており、『F』では控えめだった露出やギャグが多く描かれている他、音楽面では女性スキャットをメインに据えた『初代』のコンセプトを踏まえた楽曲作りが行われており、初代の劇伴も一部アレンジの上で流用されている。キャラクターデザインはカートゥーン風だが、背景は単色のべた塗りで表現するなど、『初代』を意識した絵作りも行われている。
ストーリーの大筋そのものは映画版を踏襲しつつ、映画では表現しきれなかった細かい設定がアニメ独自の描写で補完され、一味違うストーリーとなっている。
後日談であるドラマCD『和の巻』では、『初代』『新』『F』の歴代キューティーハニーがゲスト出演し、共闘する。

### あらすじ（Re:）
舞台は近未来の都市。謎の秘密集団「パンサークロー」による破壊行為が多発しており、警視庁公安8課の秋夏子率いる警官隊が日々対応に追われていた。
そんな中、科学者・如月博士の創り出した美少女アンドロイド・如月ハニーは、誕生後まもなく父をパンサークローに殺され、憎しみを胸に愛の戦士キューティーハニーとなってパンサー怪人たちと戦っていた。
その中で、パンサークローの首領シスタージルと、ハニーとの思わぬ関係が明かされていく。

### 登場人物（Re:）

#### 主なキャラクター
如月 ハニー（きさらぎ ハニー） / キューティーハニー （5代目）
声 - 堀江由衣
本作品の主人公。如月博士の娘。実は如月博士の創り出した究極のアンドロイド。体内に内蔵されたIシステムの力で変幻自在に姿を変える。
誕生直後にパンサークローの襲撃を受けたため殺された父のことはあまり覚えていないが、「神でも悪魔でもない、人間として生きろ」という遺言を託されており、OLとして平凡な日々を過ごしつつ父を奪ったパンサークローを深く憎んでいる。生まれてからまだ1年ほどしか経っていないため、精神的に幼いところもある。
映画版からのスピンオフであるため、映画同様、女子高生ではなくOLである。今作での名乗り口上は「天に星、地に花、人に愛を! 愛の戦士キューティーハニーさ!」。
シルバーフルーレ
キューティーハニーが使う長剣型の武器。
ハニー・ブーメラン
左腕リボンのハートの部分を飛ばし、2本の鋭い刃が飛び出てブーメランの形になって攻撃する。
シルバーフルーレ・ライトニングシャワー
シルバーフルーレによる超高速の連続突き。
ハニー・スパイラル・タイフーン
シルバーフルーレを高速で回転させ作り出した旋風に敵を巻き込み、その動きを封じる。
ハニー・ミラージュ
虹の七色（赤橙黄緑青藍紫の各一色ずつ）をした7体の分身を作り出し、高速の攻撃で相手を翻弄する。
ハニー・タイフーン
シルバーフルーレを高速で回転させて竜巻を作り出し、相手を遥遠の彼方へ吹き飛ばす。
ハニー・シャイニー
ナノマシンの力を使って、前方に6つの光の盾を作り出す。
ハニー・ライトニング・ランサー
シルバーフルーレを蒼い槍に変えて攻撃する。その超振動衝撃波は、ナノマシンそのものをコンマ1秒で分解、完全消滅させる。
ハニー・トルネード
シルバーフルーレを高速旋回させ相手の攻撃を防ぐ。エネルギー負荷の増加に耐えられなくなると維持できなくなる。
秋 夏子（あき なつこ）
声 - 野田順子
過去作とは設定やキャラクターデザインが大きく異なり、今作では警察庁公安8課に所属する女性警部となっている。パンサークローが絡んだ事件を追っているときにハニーと出会う。有能だが感情表現が苦手で、気が強く頑固な性格。ゆえに組織で孤立しておりハニーや青児に対しても頑なだったが、徐々にハニーを認め、協力的になっていく。
早見 青児（はやみ せいじ）
声 - 石川英郎
新聞記者を名乗る謎の男性。キャラクターデザインは比較的原作に近い。

#### パンサークロー（Re:）
シスター・ジル
声 - 伊倉一恵
パンサークローの女首領。その正体は、如月博士が放棄した究極の生体兵器。不老不死の体を持つ。彼女もIシステムを内蔵されているが、彼女のものは開発中に暴走しており、その影響で無数の傀儡の腕が体から生えている。ハニーの身体をつけ狙う。
執事（しつじ）
声 - 清川元夢
ジルに仕える忠実な執事。殺された如月博士に似た姿をしており、最終決戦の場でハニーを惑わせるが、ハニーを機械呼ばわりしたことで「人間として生きろ」とハニーに諭していた本物との差異を見破られ、討たれた。
パンサークロー四天王
パンサークローの幹部格で、ジルに仕える4人の実力者たち。ブラック、スカーレット、コバルトの3名は『初代』の企画没案におけるパンサークロー配下の名前が採用されている。
なお、本作品におけるパンサークローは、幹部格から下位の部下まで、如月博士を産みの親に持ちながら見捨てられたジルが己の孤独を慰めるため、内蔵されたIシステムを使って生み出したものである。
ブラック・クロー
声 - 冬馬由美
パンサークロー四天王の一人。黒髪白塗りの左半面が姉で銀髪黒塗りの右半面が弟。剣術の使い手。四天王の中では最強の戦闘力を持つ。実は如月博士を殺した張本人。必殺技はマイクを使って歌い、超音波を手杖を集中して発射する光線技「ブラック・ビーム」と、両腕を剣に変形、腰から上を高速回転させ相手に突進をする技「ブラック・トルネード」。
永井豪がデザインした『マジンガーZ』のあしゅら男爵のオマージュキャラ。また、同作品に登場したブロッケン伯爵同様、首と胴体を分離させる描写もある。
スカーレット・クロー
声 - 今野宏美
パンサークロー四天王の一人。和をイメージした朱色の衣装を纏った女性幹部。見た目や声は幼女そのものだが冷酷かつ陰湿な性格の持ち主。街じゅう至るところで無差別破壊を行い、「キューティーハニーこそ迷惑な存在」だという捩じれたイメージを人々に植え付けること（夏子曰く「バカな女の卑怯な屁理屈」）でハニーを追い詰めようとする。
必殺技は傘の前端から放つ赤い破壊光線と、口をメカ状に変形させて、そこから発射する「スカーレット・ビーム」。
コバルト・クロー
声 - 金月真美
パンサークロー四天王の一人。藍色のボンデージ衣裳を纏った昆虫のような姿の女性幹部。その身体には骨格が存在せず、格闘能力が高い。ハニーに歪んだ愛情を向ける。
ゴールド・クロー
声 - 上村典子
パンサークロー四天王の一人。金色の甲冑をまとった女性幹部。肉弾戦が得意な上、身体じゅうに重火器を内蔵している。台詞の中に四文字熟語を混ぜる癖がある。

#### ゲストキャラクター（Re:）
万年係長（まんねんかかりちょう）
声 - 島田敏
寺田 リンコ（てらだ りんこ）
声 - 小松由佳
高橋 真弓（たかはし まゆみ）
声 - 金田朋子
泉谷 京子（いずみや きょうこ）
声 - 杉山佳寿子
ハニーが勤務する会社で働いている掃除のおばさん。心優しい性格で、ハニーにおにぎりを差し入れしてくれる。
実写映画版にも同様のキャラクターが登場するが、こちらでは名前が「鬼谷京子」になっている。
時村刑事（ときむらけいじ）
声 - 田中和実
三上刑事（みかみけいじ）
声 - 中尾良平
変珍太（へん ちんた）/へんちんポコイダー
声 - いしかわひでお
変 金太（へん きんた）/へんきんタマイダー
声 - のだ じゅん
初代ハニー
声 - 増山江威子
和の巻に登場。人の巻の結末により時空が歪むことで呼び込まれた別の世界のキューティーハニーの一人（人の巻ラストでジル消滅後に現れたパンサー怪人も「空中元素固定装置」を狙う別世界のパンサー怪人）。
夏子の生存に驚き、彼女が生きている世界が存在することを喜んだ。
新ハニー
声 - 根谷美智子
フラッシュ
声 - 永野愛
別の世界のキューティーハニーの一人。彼女の世界での早見青児と結婚し、子供もいることで皆から驚かれる。

### 作中用語（Re:）
Iシステム（イマジナリー・インダクション・システム）
本作品における「空中元素固定装置」。ハニーのチョーカーが起動スイッチとなっている。変身にはエネルギーが必要となり、エネルギーが消耗するとコスチュームが分解してしまう。
ジル・ツリー（映画版では「ジル・タワー」）
パンサークローの本拠地。

### スタッフ（Re:）
- 原作 - 永井豪
- 総監督 - 庵野秀明
- 監督 - 今石洋之（1話監督）、伊藤尚往（2話監督）、摩砂雪（3話監督）
- シリーズ構成 - 中島かずき
- キャラクターデザイン、タイトルロゴ - 平松禎史
- 美術監督 - 佐藤勝
- 撮影監督 - 福田岳志
- 色彩設計 - 辻田邦夫
- 音楽 - 上田益
- 監督助手 - 田中雅史
- プロデューサー - 北崎広実、松井俊之、佐藤裕紀、川端基夫
- エグゼクティブ・プロデューサー - 樋口宗久
- アニメーション制作 - 東映アニメーション
- アニメーション制作協力 - ガイナックス
- 製作 - LATERNA、東映アニメーション、ガイナックス、トワーニ

### 主題歌（Re:）
オープニングテーマ「キューティーハニー」
作詞 - クロードQ / 作曲 - 渡辺岳夫 / 編曲 - h-wonder / 歌 - 倖田來未
第3話ではオープニングが廃止され、オープニング映像をそのままエンディングとして使用した。
エンディングテーマ「Into your heart」
作詞・作曲 - 渡辺未来 / 編曲 - h-wonder / 歌 - 倖田來未
第3話では挿入歌として使用。

### 各話リスト（Re:）
| 話数             | 発売日         | サブタイトル | 脚本                | 演出 （絵コンテ） | 作画監督                          | 美術監督 |
| ---------------- | -------------- | ------------ | ------------------- | ----------------- | --------------------------------- | -------- |
| 第一話           | 2004年 9月21日 | 天の巻       | 中島かずき          | 今石洋之          | 平松禎史                          | 佐藤勝   |
| 第二話           | 10月21日       | 地の巻       | 中島かずき 笠井健夫 | 伊藤尚往          | 市川慶一 平松禎史（作画監督協力） | 佐藤勝   |
| 第三話           | 12月21日       | 人の巻       | 中島かずき 滝晃一   | 摩砂雪 庵野秀明   | 夷倭世 平松禎史（特別作画監督）   | 佐藤勝   |
| （ドラマCD収録） |                | 和の巻       | 中島かずき          | -                 | -                                 | -        |

### 関連商品（Re:）
資料原画集
- Re:キューティーハニー アニメーション原画集 ISBN 978-4-903-71310-6
- Re:キューティーハニー パーフェクトブック （PERFECT BOOK・大型本） ISBN 978-4-575-29775-1

音楽CD
- Re:キューティーハニー オリジナル・サウンドトラック （2004年10月20日発売 コロムビアミュージックエンタテインメント） COCX-32944

DVD
- Re:キューティーハニー コンプリートDVD 初回生産限定版  （2005年9月21日発売 全巻封入特典・シリーズ全3巻・DVD4枚+CD1枚） DSTD-02461
  - Re:キューティーハニー Disc.1 （「天」の巻収録・片面1層） DSTD-6628
  - Re:キューティーハニー Disc.2 （「地」の巻収録・片面1層） DSTD-6629
  - Re:キューティーハニー Disc.3 （「人」の巻収録・片面1層） DSTD-6630
  - Re:キューティーハニー Disc.スペシャルCD（中島かずき書き下ろし新録ラジオドラマ「和」の巻収録）+スペシャルDVD （アフレコ用線撮映像・片面2層） DSTD-2461
    - 初回特典
平松禎史描き下ろし全巻収納ケース付きデジパック仕様
パンサークロー戦闘員マスク
如月ハニー・オリジナルマスコット
8P解説書封入
12Pイラストコンプリートブック
ノンスーパーOP・ED
Re:ハニー座談会
GAINAX20th記念作品集
予告編

## テレビアニメ「Cutie Honey Universe」
『Cutie Honey Universe』（キューティーハニー ユニバース）は、2018年4月から6月まで放送されたテレビアニメーション作品。永井豪の画業50周年を記念して製作される。テーマは「愛」および「原点回帰」。キャラクターデザインや設定の面においては少年チャンピオン連載版の原作をベースとしており、原作に存在した百合要素が全面的に色濃く表れた作風となっている。サブタイトルはすべてバラの花言葉が使われている。
本作品はアニメ作品では初めて実制作に東映アニメーションが関わらず、プロダクション リード（現・葦プロダクション）がアニメーション制作を担当した。

### 登場人物（Universe）
早見団兵衛の声は東映アニメ版（『F』以外）同様、富田耕生がキャスティングされた。如月博士役は東映アニメ版（第1作）で早見青児役だった森功至が、秋夏子役には『Re:』でハニー役だった堀江由衣を起用している。

#### 主人公（Universe）
本作では如月&キューティーハニーを演じる坂本とは別に、五形態の声を5人の女性声優たち（後述）が分担して演じることをあらかじめ公表。誰がどの形態を演じるかは、その声優が出演する回の放送直前まで明かさず「想像してほしい」という趣向が成された。
如月ハニー（きさらぎ ハニー） / キューティーハニー
声 - 坂本真綾
聖チャペル学園に通う美少女アンドロイド（正体は如月家以外の人間には秘密）。
空中元素固定装置を狙うパンサークローに殺された父の仇討ちのため戦っており、対パンサークロー組織・PCISと協力体制を敷いている。
PCISから派遣された腕利きの捜査官ジュネが仇敵のシスタージルであることを知らぬまま信頼を寄せ純粋に信じ続けている。
空中元素固定装置
ハニーの体内に内蔵された、空気中の元素を自由に結合させあらゆる物質を自在に作り出す装置。各種形態への変身もこれで行っている。
本作品では原作の設定を反映して各種形態の変身にエネルギーを必要とし、エネルギー不足に陥ると変身が解けるという弱点が存在する。
武器・必殺技
- シルバーフルーレ - メイン武器となる細剣。
- ディメンジョンスピン - 剣を持ったまま縦回転し斬り裂く。
- グラビティウェーブ - 剣から発する波動で近づくものを粉砕する。
- ハニーブロック - ブーメランからハート形のバリアを張る。
- ハニーブーメラン - 左腕のアクセサリーがブーメランに変形させて投げる。
- ハニーブーメランスピン - 身体を回転させながら無数のブーメランを飛ばす。

ハニー七変化
如月ハニー
ごく普通の人間の少女としての仮の姿。平時はこの姿で過ごしている。
ハリケーンハニー
声 - 内田真礼
あらゆるマシンを操るレーサーとなる。主に学園傍の森に隠してある専用バイクを使用する。
アニメ版1作目や他作品ではコスチュームが赤基調だったが、本作品では青基調になっている。
ミスティーハニー
声 - 田村ゆかり
あらゆる歌を歌いこなす歌手となる。
フラッシュハニー
声 - 黒沢ともよ
狙った被写体を激写するカメラマン。どんな立ち入り禁止区域にも取材と称して忍び込める。
アイドルハニー
声 - 花澤香菜
国際線のキャビンアテンダントとなる。
ファンシーハニー
声 - 三森すずこ
敵をも魅了するファッションデザイナー兼モデルとなる。
キューティーハニー
戦闘形態。
その他
公式サイトでは非公開にされた特別な形態。声優は全て坂本真綾。
アーマーハニー
第4話でシザーズパンサーの突進を受ける際に変身した騎士甲冑姿。ハニーには珍しい戦闘特化型タイプ。バイザーは開閉可能。
猛獣使いハニー
第5話でアイアンサドーに操られたサーカスの動物を解放し、逆に使役するために変身。
銅像ハニー
第4話の撤退時で服を失っていた帰りに順平と団兵衛に出くわした際、やり過ごすために変身した。この時エネルギー不足のために肌色を誤魔化しただけの生身同然だった。

#### ハニー周辺の人物
如月 猛（きさらぎ たけし）
声 - 森功至
ハニーおよび空中元素固定装置を造り出した天才科学博士。ハニーを守ろうとし、パンサークローの手にかかって命を落とした。
下記4名は対パンサークロー組織・PCISに所属する捜査官。
ジュネ
声 - 田中敦子
フランス支部から来たPCIS特別捜査官。ハニーの相棒（バディ）でシスタージルに似ている。捜査には冷徹に判断を下すが、ハニーに対しては心の支えになる。だが、その正体はシスタージルだった。
早見 青児（はやみ せいじ）
声 - 浅沼晋太郎
ハニーの良き理解者であり、ハニーの秘密を知る数少ない人物のひとり。弟の順平・父の団兵衛と共にハニーを暖かく見守る。
手寅 あけび（てとら あけび）
声 - 田辺留依
我目 モモ実（われめ モモみ）
声 - 広瀬ゆうき
あけび・モモ実はコンビを組んでいる。メカまわりに強い。気も強い。
いぼ痔 小五郎（いぼぢ こごろう）
声 - 居島一平
かつては私立探偵だった。頻繁に臀部を気にする癖がある。
下記2名は青児の親族。
早見 順平（はやみ じゅんぺい）
声 - 寺崎裕香
早見家の次男。きれいなお姉さんがとても好きであり、必然的にハニーも大好き。ジュネを初めて見たときも告白するほど。
早見 団兵衛（はやみ だんべえ）
声 - 富田耕生
早見家の当主。資産も豊富な名家を立派に守り武芸に秀で正義の志を持った名士であるのと同時に、とにかく女性には目が無い好色家として有名。

#### 聖チャペル学園（Universe）
第6話でパンサークローの襲撃を受け壊滅し、生徒・職員はハニーと夏子と直子を除く全員が死亡した。
秋 夏子（あき なつこ）
声 - 堀江由衣
聖チャペル学園に通う高校生。ハニーとは寮でも同室の大親友。レズビアンな女の子。
3話でジュネに一目惚れをしジュネの誘いでデートに行くも、デート後はジュネを怪しむようになる。7話でハニーの正体を知り、8話にてハニーに対する気持ちが揺らいでどう接していいか分からなくなるが、タランチュラパンサーのアドバイスにより、「何があってもそばにいる、ずっと大好きでいる」と心に誓った。しかし、同話でジュネ（ジル）によって誘拐されてしまう。
原作やアニメ第1作とは異なり第6話の学園壊滅時も生き残ったが、第9話で悪（白）のタランチュラパンサーがハニーから奪って投げたシルバーフルーレに串刺しにされて死亡する。
直子（なおこ）
声 - 朴璐美
学園を仕切っている番長。「番長」と呼ばれるくらいなので一見女性とは全く思えないゴツい顔に筋肉質な体を持つ。ある時期からハニーを大好きになる。6話にて夏子とハニーを爆発物から守ろうとして死んだものと思われていたが、実は生きていたことが最終話でわかり、最終決戦にハニーの姿で登場する。その際は全身の肌の色が黒くなっている。
常似 ミハル（つねに ミハル）
声 - 小林ゆう
寄宿舎の女寮長。「ヒストラー」と陰で呼ばれるほど、寮生たちを厳しく見張る。ハニーにとってはパンサークローとは違った意味での宿敵。
アルフォンヌ
声 - 白石稔
ハニー・夏子の担任をしている女先生。校長婦人とよく戯れ合っている。
ポチ校長
ポチ校長婦人
声 - 内藤玲
学園校長（通称：ポチ）と学園内を見回り生徒たちを見守っている。婦人はアルフォンヌ先生と親密な付き合いをしている。

#### パンサークローのメンバー
特殊能力を持つ女性で構成された特殊結社。幻城にはパンサー怪人になるかもしれない美女（10代後半から20代前半）がたくさんいる。ほとんどのパンサー怪人や女性がレズビアンである。
パンサーゾラ
声 - 小林幸子
パンサークローの首領。通常は妹のジルにほぼ全権を与えており、どこにいるのかは誰も知らない。
シスタージル
声 - 田中敦子
パンサークローにおいて、姉であるパンサーゾラに次ぐ地位の大幹部。原作とは異なりレズビアンな女性で、ハニーに対しては愛と狂気が複雑に入り混じった感情を持っており、その行動はやがてあらゆるものを巻き込んでいく。
始めは空中元素固定装置が欲しいがために、偽名を使ってジュネ捜査官としてPCISおよびハニーに接触していた。11話の幻城でハニーと対峙した際には、1話でハニーに会って以降、ずっとハニーが痛みに苛まれ「お前の心が空虚になることを思い描いていた」と語っている。最終話では、もはや空中元素固定装置より、ハニーの心の散り際の叫びが欲しいというほど。だが、同話でどんな攻撃も動じないハニーに初めて怯えた顔を見せた。また、ハニーに「あなたにも（心が）ある」と言われ、今までのことを思い出すのと同時に、心を捨てた当時の自分を思い出し、初めて泣き出した。そして、ハニーに殺されてパンサーゾラにかけられた魔法が解けて人間（ジュネ）へと戻り、ハニーの顔を触りながら「やっと…出会えた…」と言って静かに倒れ、そのまま消滅した。回想シーンの心を捨てた当時のジルは、戦争孤児あるいはネグレクトを受けた子供のような服も髪もボロボロな姿だった。
原作と同じく鞭を武器として使用する。特殊能力を発揮する時、額につけた深青のティアラに赤い光を発生させることができ、ブーメランのように投げつける攻撃も可能。
タランチュラパンサー
声 - 釘宮理恵
シスタージルの従者で元は幻城にいた女性の一人。蜘蛛の能力を持ち、その能力を使ってパンサー怪人を人間にしたり、他人に化けさせることができる。他のパンサークロー怪人同様冷酷な性格であるが、同時に仲間想いでもある。そのため、仲間がジルの怒りを買いそうな行動をしようとした際はそれを制止しようと動いたり、ジルが部下を制裁する姿を見て度々心を痛めている。
シスタージルに対し高い忠誠心を持つ一方で、中盤以降は彼女の本性や真の目的にも気づいており警戒もしている。8話では彼女に対しての感情が天秤かのように揺れ動き始めた。同話でその感情が夏子の悩んでいた感情とシンクロしたため、初めてジルの命令（夏子の誘拐）に背いた。9話にてジルによる心理的罰が頭だけでなく体にまで及び、善（黒）と悪（白）の人格に体も分離した。善（黒）は10話にてパンサークローを裏切り早見家に止まる。11話で早見家に幻城の場所を教え、最終話で自分の能力を使って早見家、直子ならびにPCIS全員をハニーの姿にした。それが後々の奇跡を起こすきっかけとなったが、善は悪によって、悪は善によって自害に近い形で殺された（この時、善は左半身をやられ、悪は蜘蛛の腹部を切断された）。
ドラゴンパンサー
声 - たかはし智秋
第5話終盤 - 最終話登場（9話は登場なし）。下半身が巨大なドラゴンの姿をしたパンサークロー怪人。戦士としての心構えが強く仲間想い。
7話でシスタージルの本心を聞き、彼女に対して不満気な顔をした。8話にてタランチュラパンサーを心配するも弾かれて少し気落ちした顔を見せた。10話にて善（黒）のタランチュラパンサーを追って守ろうとしてハニーと闘ったが、彼女がハニーを闘わないで、守りたいと言ったため芋づる形でパンサークローを裏切って早見家に止まり、11話にてハニーの味方をした。その際、10話‐11話でタランチュラパンサーの能力で身長が高いグラマー女性の人間姿で暮らしていた。だが、最終話で、シスタージルのティアラの攻撃によって首を切り落とされて死んだ。
パペットパンサー
声 - 白石稔、浦田わたる、高橋良輔
覆面姿の戦闘員。パンサークローにおいて男性たちは最下層の地位に置かれた「下っ端」に過ぎない。
カッタークロー
声 - 渡辺明乃
第1話登場。丸い両目をしたパンサークロー怪人。ハリネズミのような背中のハリを無数に飛ばす。10話に緑色の「Re:カッタークロー」（声 - 橘えみり）が登場した。
バットフライクロー
声 - 浅野真澄
第1 - 3話登場。パンサークロー怪人。羽で体を包み込み体当たり攻撃をする。
ブレストクロー
声 - 新谷良子
第1話登場。豹の頭部のような髪をしたパンサークロー怪人。胸から舌を出し攻撃する。ジュネに頭を撃たれ灰になった。10話に黒と赤色の「Re:ブレストクロー」（声 - 寺田晴名）が登場した。
ブラッククロー
声 - 園崎未恵
第2話回想中に登場。研究所を襲ったパンサークロー怪人。意図してではなかったものの如月博士を殺害する。武器は額と鋼鉄のような右手の鋭い爪。
ファイアークロー
声 - 小林沙苗
第2話登場。パンサークロー怪人。腕に火炎放射を持つ。人間のころは恋人からDVを受けていた。
トマホークパンサー
声 - 伊藤静
第2、4話登場。パンサークロー怪人。両腕が巨大な斧となっている。
シザーズパンサー
声 - 斉藤貴美子
第4、11話登場。ゴツい顔にマッチョなボディを持つパンサークロー怪人。右手のハサミから弾丸を放つ。
アイアンサドー
声 - 茅原実里
第5話登場。パンサークロー怪人。頭に生えた鞭はマネキンを操るだけではなく斬られても再生する。戦闘時にはサーカス場の空間を使用する。タランチュラパンサーの能力で箱山市長の「寺田倫子」に変身した。10話に白と茶色の「Re:アイアンサドー」（声 - 浅川悠）が登場した。
スネークパンサー
声 - 小島幸子
第5終盤 - 6話登場。パンサークロー怪人。頭後に2本の槍のついた触手を持つ。ジルに処刑された。
オクトパンサー
声 - 伊倉一恵
第8話登場。肥満的な体格と蛸の足のような髪をしたパンサークロー怪人。首から蛸の足を伸ばして相手を拘束する。自尊心が強く、自分のことを「切り札」だと思っている。ジルの命令に背き、タランチュラパンサーに粛清される。
ジャンボパンサー
声 - 松井菜桜子
第11話登場。丸い体格をしたパンサークロー怪人。まぼろし城にいる女性の一人が変身した。体当たりを武器とする。
ギルパンサー
声 - 高乃麗
第11 - 最終話登場。タランチュラとドラゴン以外のパンサークロー怪人が合体した「合体パンサークロー怪人」。髪の毛がカッタークロー、両腕の膜がバットフライクロー、胴体がブレストクロー、両足がブラッククローの右腕、左腕がファイアークロー、背中の羽がトマホークパンサーの斧、右腕がシザーズパンサー、尻尾がアイアンサドーの鞭、両肩のニードルがスネークパンサーの触手、両腹と両肩の部分がオクトパンサーの吸盤、胸と両肩がジャンボパンサー、頭部は口以外が赤いマスクになっている。全てのパンサークロー怪人の能力が使える。最後はハニー姿早見家、直子ならびにPCIS全員の「ディメンションスラッシュ」で倒され元のパンサークロー怪人に分離した。

### スタッフ（Universe）
- 原作 - 永井豪『キューティーハニー』[35]
- 監督 - 横山彰利[35]
- シリーズ構成 - 高橋ナツコ[35]
- キャラクターデザイン - 井関修一、西田美弥子・舛舘俊秀（第10話～第12話）[35]
- プロップデザイン - 井関修一、岩瀧智、SNIPES、金原知美、出口花穂、大場優子
- アクション作画監督 - 石上ひろ美
- 副監督 - 若林厚史
- 撮影監督 - 山根裕二郎
- 副撮影監督 - 松本乃吾（いなほ）
- 編集 - 小峰博美
- ビデオ編集 - IMAGICA
- 色彩設計 - 渡辺亜紀
- 美術監督・美術設計 - 柴田聡
- 音響監督 - なかのとおる
- 録音調整 - 菊池一之
- 音響効果 - 今野康之（ハミングバード）
- 効果助手 - 安藤由衣（ハミングバード）
- 音響制作 - ポニーキャニオンエンタープライズ
- 音響制作担当 - 中村光
- 音楽 - 中山真斗
- 音楽プロデューサー - 磯山敦
- 音楽制作 - エグジットチューンズ
- 企画 - 永井一巨、古川陽子、佐藤晴美、中村直樹、伍賀一統、上田豊
- プロデューサー - 内藤賢一、横尾友美、ディック小鹿原、末田裕美、濱田啓路、柏木豊、吉崎邦法、西矢泰之
- アニメーションプロデューサー - 村田淳司
- アニメーション制作 - プロダクション リード[35]
- ©Go Nagai／Dynamic Planning-Project CHU

### 主題歌（Universe）
アニメ作品では初めて、「キューティーハニー」をオープニングテーマとして使用しない。
オープニングテーマ「愛がなくちゃ戦えない」
作詞 - MIZUE / 作曲 - すみだしんや / 編曲 - 前口渉 / 歌 - A応P
エンディングテーマ「SISTER」
作詞・作曲 - 奏音69 / 編曲 - 岸利至 / 歌 - luz
挿入歌
「OVER HEAT, OVER HEART」（第8話）
作詞 - 中村彼方 / 作曲・編曲 - 中山真斗 / 歌 - ミスティーハニー（田村ゆかり）
「愛がなくちゃ戦えない (Misty Honey.ver)」（第12話）
作詞 - 中村彼方 / 作曲・編曲 - 中山真斗 / 歌 - ミスティーハニー（田村ゆかり）

### 各話リスト（Universe）
| 話数   | サブタイトル                         | 脚本                | 絵コンテ          | 演出     | 作画監督                                         | 総作画監督          |
| ------ | ------------------------------------ | ------------------- | ----------------- | -------- | ------------------------------------------------ | ------------------- |
| 第1話  | あなたは全てが完璧                   | 高橋ナツコ          | 横山彰利          | 若林厚史 | 井関修一                                         | -                   |
| 第2話  | あなたに出会えた事の心からの喜び     | 成田順 高橋ナツコ   | 笹木信作 横山彰利 | 神原敏昭 | 出口花穂 関口雅浩                                | 出口花穂 関口雅浩   |
| 第3話  | 私はあなたにふさわしい               | 大草芳樹 高橋ナツコ | 笹木信作          | 又野弘道 | 山﨑展義                                         | -                   |
| 第4話  | 無垢の美しさ                         | 高橋ナツコ          | 大石美絵          | 柳瀬雄之 | 石上ひろ美 出口花穂 西田美弥子 舛舘俊秀          | 西田美弥子 舛舘俊秀 |
| 第5話  | 死ぬまで気持ちは変わりません         | 成田順              | 羽原久美子        | 大藪恭平 | 西田美弥子 舛舘俊秀                              | 西田美弥子 舛舘俊秀 |
| 第6話  | あなたの幸福を祈る                   | 大草芳樹            | 横山彰利          | 則座誠   | 関口雅浩 出口花穂                                | 関口雅浩 出口花穂   |
| 第7話  | あなただけに尽くします               | 高橋ナツコ          | 大石美絵          | 広嶋秀樹 | 山﨑健志 唐澤雄一                                | 西田美弥子          |
| 第8話  | 愛の誓い                             | 成田順              | 柳瀬雄之 横山彰利 | 日下直義 | 西田美弥子 舛舘俊秀                              | 西田美弥子 舛舘俊秀 |
| 第9話  | この世界は二人だけ                   | 大草芳樹            | 笹木信作          | 大藪恭平 | 関口雅浩 出口花穂                                | 関口雅浩 出口花穂   |
| 第10話 | あなたの思いやり、励ましに感謝します | 成田順              | 大石美絵          | 又野弘道 | 山﨑展義 山﨑健志 竹島照子 飯飼一幸 関口雅浩     | 西田美弥子          |
| 第11話 | あなたはあくまで私のもの             | 大草芳樹            | 笹木信作          | 日下直義 | 岩田芳美 関口雅浩 出口花穂 西田美弥子 舛舘俊秀   | -                   |
| 第12話 | あなたは希望を持ち帰る               | 高橋ナツコ          | 横山彰利 笹木信作 | 横山彰利 | 関口雅浩 出口花穂 西田美弥子 舛舘俊秀 石上ひろ美 | -                   |

### 放送局（Universe）
| 放送期間                                       | 放送時間                    | 放送局       | 対象地域 | 備考                      |
| ---------------------------------------------- | --------------------------- | ------------ | -------- | ------------------------- |
| 2018年4月8日 - 6月24日                         | 日曜 21:00 - 21:30          | AT-X         | 日本全域 | CS放送 / リピート放送あり |
| 2018年4月9日 - 6月25日                         | 月曜 19:00 - 19:30          | TOKYO MX     | 東京都   |                           |
| 2018年4月10日 - 6月26日                        | 火曜 22:30 - 23:00          | J:COMテレビ  | 日本全域 |                           |
|                                                | 火曜 23:00 - 23:30          | とちぎテレビ | 栃木県   |                           |
| 2018年4月12日 - 6月28日                        | 木曜 1:00 - 1:30 (水曜深夜) | BS11         | 日本全域 | BS放送 / 『ANIME+』枠     |
| 2018年5月29日 - 7月2日 2018年7月30日 - 9月10日 | 月曜 23:30 - 火曜 0:00      | 群馬テレビ   | 群馬県   |                           |

### BD
全巻、放送・配信では規制していた一部のセクシーシーンを、制作オリジナルのままにした版（通称「ハレンチエディション」）を収録。エンドカードは通常版・AT-X版を両方収録。
| 巻 | 発売日         | 収録話         | 規格品番   | 規格品番     |
| 巻 | 発売日         | 収録話         | きゃにめ版 | とらのあな版 |
| -- | -------------- | -------------- | ---------- | ------------ |
| 1  | 2018年8月29日  | 第1話 - 第4話  | DMXG-40333 | DMXG-40334   |
| 2  | 2018年9月19日  | 第5話 - 第8話  | DMXG-40336 | DMXG-40337   |
| 3  | 2018年10月17日 | 第9話 - 第12話 | DMXG-40339 | DMXG-40340   |

## 歴代作品

### アニメーション
各作品の詳細は適切な節を閲覧されたい。
2020年9月には、テレビアニメ3作品とOVA2作品から選ばれたエピソードを1DISCに合計21話収録した『キューティーハニー一挙見Blu-ray』が発売される（どの話が収録されたかは、出典を参照のこと）。
テレビアニメ
- キューティーハニー（1973年10月13日 - 1974年3月30日）全25話
- キューティーハニーF（1997年2月15日 - 1998年1月24日）全39話
- Cutie Honey Universe（2018年4月8日 - 2018年6月24日）全12話

OVA
- 新・キューティーハニー（1994年4月21日 - 1995年11月21日）全8話
- Re:キューティーハニー（2004年9月21日 - 2004年12月21日）全3話

アニメ映画
- キューティーハニー（1974年3月16日公開）
- キューティーハニーF（1997年7月12日公開）

### 実写版
映画
- キューティーハニー（2004年5月29日公開）
  - 2004年5月公開の実写映画。庵野秀明監督、佐藤江梨子主演。

- CUTIE HONEY -TEARS-（2016年10月1日公開）
  - 2016年10月公開の実写映画。A.T.(Asai Takeshi)、ヒグチリョウ監督、西内まりや主演。

テレビドラマ
- キューティーハニー THE LIVE（2007年10月2日 - 2008年3月25日）全25話 
  - 2007年10月から放送された実写特撮ドラマ版。横山誠監督、原幹恵主演。全25話（DVDでは全26話）。

### 舞台作品
- キューティーハニー マジカルステージ（2003年7月25日 - 8月3日）[45]
  - 松戸時代のおもちゃのまちバンダイミュージアムの地下に併設されていた劇場「シアター B-ONE」のオープン記念公演として上演。主演は北川友美。イエローキャブ全面協力であり、上演期間中は客演として小池栄子、佐藤江梨子らが出演した。
- Cutie Honey Emotional（2020年2月6日 - 9日、サンシャイン劇場）[46]
  - 主演は上西恵（元NMB48）。脚本・演出は松多壱岱。
- キューティーハニー The Live 秋の文化祭!!!（2020年9月30日 - 10月4日、シアター1010）[47]
  - タイトルに「The Live」とあるが、実写特撮ドラマ版『キューティーハニー THE LIVE』の派生作品ではない。
  - 上述の『Cutie Honey Emotional』の楽曲や新曲を披露するライブを中心に、番外編のストーリーを展開する。主演は引き続き上西恵（元NMB48）で、他のキャストも続投が多い。脚本・演出も引き続き松多壱岱。
- キューティーハニー CLIMAX（2021年6月17日 - 6月20日、シアター1010）
  - 『キューティーハニーEmotional』、『The Live〜秋の文化祭〜』から続く、続編かつ最終章[48]。主演は上西恵。脚本・演出は松多壱岱。

## 漫画
- キューティーハニー（永井豪）
  - 『週刊少年チャンピオン』（秋田書店）1973年10月1日 - 1974年4月1日号
  - 1995年に扶桑社から文庫版が出る表紙イラストは空山基、解説は姫野カオルコ（2巻）が担当した。
  - （コンビニコミック）ChukoコミックLite（中央公論社）2001年5月号 - 2001年7月号
- キューティーハニー（石川賢）
  - 『冒険王』（秋田書店）1973年11月号 - 1974年5月号
  - 『別冊冒険王』『映画テレビマガジン』（秋田書店）1973年11月号 - 1974年2月号
  - 基本設定は大きく変わらないが、ハニーが如月博士の死んだ実娘をモデルに作られ、娘が夢見ていた職業を七変化能力に託したという独自の設定がある。
- キューティーハニー（中島昌利）
  - 『テレビランド』（徳間書店）1973年11月号 - 1974年3月号
- キューティーハニー（岡崎優）
  - 『テレビマガジン』（講談社）1973年12月号 - 1974年2月号
  - 『なかよし』（講談社）1973年11月号 - 1974年1月号
- キューティーハニー（菅沼美子）
  - 『たのしい幼稚園』（講談社）1973年11月号 - 1974年3月号
- キューティーハニー（別府ちづ子）
  - 『おともだち』（講談社）1973年11月号 - 1974年4月号
- Cutieハニー（永井豪）
  - 『週刊SPA!』（扶桑社）1992年7月8日 - 1993年4月7日号
  - オリジナルから30年後、パンサークローとの新たな戦いが始まる。扶桑社文庫から1995年に『キューティーハニー』の題名で加筆修正、上梓されている。
  - 『キューティーハニー90's 激闘伝説』としてアクションコミックス（双葉社）から2002年4月28日再版
- キューティーハニーF（飯坂友佳子）
  - 『ちゃお』（小学館）1997年3月号 - 1998年4月号
  - 『ちゃおDX』（小学館）1997年春の増刊号 - 1998年春の増刊号
  - 『小学四年生』（小学館）1997年3月号 - 1998年2月号
- キューティーハニーF（熊崎慎子）
  - 『小学一年生』（小学館）1997年3月号 - 1998年2月号
  - 『小学二年生』（小学館）1997年3月号 - 1998年2月号
  - 『小学三年生』（小学館）1997年3月号 - 1998年2月号
- キューティーハニーF（佐々木和志）
  - 『別冊コロコロコミック』（小学館）1997年4月号 - 1998年2月号
- キューティーハニー 天女伝説（永井豪）
  - 『WEEKLY漫画アクション』（双葉社）2001年21・28日合併号 - 2003年7月29日号
  - 時は2005年。早見清児の娘・早見青子が経営する「ニャンコマークの早見探偵社」その見習い探偵の久（きゅう）ちゃんこと羽生久士こそハニーの仮の姿、2人が事件を解決してゆく。
- 『キューティーハニー a GO GO!』（伊藤伸平、庵野秀明）
  - 『特撮エース』（角川書店）No.001 - No.010
  - 実写映画版の設定に基づく物語。
- キューティーハニーSEED（星野小麦）
  - 『ヤングチャンピオン』（秋田書店）2004年14号 - 2006年6号
  - ある日空から落ちてきた記憶喪失の女の子は、人気特撮ドラマ「キューティーハニー」のヒロインから「如月ハニー」と名づけられる。
- キューティーハニー vs あばしり一家（永井豪）
  - 『週刊少年チャンピオン』2009年21号 - 22号、『真マジンガー 衝撃!!H編』収録。
- ハニーVS（せがわまさき）
  - 『グランドジャンプ』（集英社）2012年創刊14号
  - 『ゲッターロボ』とのクロスオーバーとなっている。
- 大江戸ハニー（山口譲司）
  - 『グランドジャンプ』（集英社）2012年創刊21号
  - ハニーとジルが江戸時代にタイムスリップしての話。
- キューティーハニー対デビルマンレディー（永井豪）
  - 『チャンピオンRED いちご』（秋田書店）2013年Vol.38 - Vol.40

### 永井豪執筆作品の登場人物
『キューティーハニー』『Cutieハニー』（扶桑社文庫『キューティーハニー』）の世界は繋がっており、後者は最初のハニーの戦いから、三十数年が経過したという設定で、一部の登場人物は年齢を重ねて登場している。
如月 ハニー
不世出の天才科学者、如月博士によって作られたアンドロイド。物語は、ハニーが目覚めるところから始まる。幼いころの偽の記憶を植えつけられ、博士の娘として扱われる。しかし、博士がパンサークロー（漫画では豹の爪にルビが振られる）に襲われたことを機に、死んだ博士の記憶を残したコンピュータ（博士曰く、「声を吹き込んだ人形」）により、自らがアンドロイドであることと、「空中元素固定装置」が搭載されている事実を知る。たまたま研究所に居合わせた早見青児との交流をきっかけに、早見一家の協力を得て、パンサークローに立ち向かっていく。
漫画版ではハニーが全裸を披露することが多い。初登場シーンでは如月博士の研究室でマシンに固定されたハニー（髪はショートヘア）が全裸のまま覚醒する。パンサーの目をごまかすために公園の銅像に擬態するシーンでは、団兵衛と順平に胸や股間を揉まれたりキスされたため思わず声を上げてしまい、危うく正体が判明しそうになる。エネルギー不足で空中元素固定装置が使用できない際、公園で弁当を食べようとした男の前に全裸で現れ、驚いた男を気絶させた挙句に弁当を奪ったこともある。また最終決戦では空中元素固定装置の不調からキューティーハニーに上手く変身できず、シスタージルの前で全裸のままで何度も「ハニーフラッシュ」のポーズをとる羽目になる。
『Cutieハニー』（以下、この項では「SPA!版」と表記する）では、空中元素固定装置の力により、「早見財閥ハニーコンツェルン」のオーナーとして活躍している。最初の戦いに比べ、精神的にも大きく成長しているほか、轟刑事に自分からヌードを見せたり、胸を「ご褒美」と称して触らせたりなど、性格もかなり大胆になっている。空中元素固定装置の能力をフルに使い、空気中からダイヤモンドや拳銃、パラシュートなどを瞬時に生成して自分の身や警官たちの危機を救うこともある。ハニーコンツェルンの財力は極めて大きく、日本の首相や国務大臣と面識があるほどである。最終決戦では自衛隊やアメリカ軍とも共同でパンサークローを叩く。
キューティーハニー
ハニーが戦う心で変身した姿。『キューティーハニー』（以下、初代漫画と表記）では人間の4倍の運動能力を持つと設定された。手に持つ剣「シルバーフルーレ」と腕の「ハニーブーメラン」を武器にしてパンサーのサイボーグと戦う。シスタージルとの最終決戦では、彼女の鞭を奪い取って大ダメージを与えるが、獣のような動きをする彼女の猛攻で腕を利かなくされる。間一髪、足でシルバーフルーレを起こし、彼女の顔を貫いて倒す。
SPA!版では同じくシルバーフルーレとハニーブーメランを武器にしているが、30数年の時が経過している分、剣の腕は冴え渡り、特に最終決戦では、パンサーの女戦士数十体と分裂したジルをこの姿で倒している。
股間に設置されたボタンを押すことで、筋肉が盛り上がったハイパーチェンジハニーになり、戦闘力が上昇する（劇中の描写では、バイクをドライバーごと投げ飛ばしている）。
漫画版でのその他のハニーの変身
初代漫画版では、「あらゆるメカが自由にこなせる」（劇中ではバイクやボートを乗りこなす）ハリケーンハニー、カメラマンのフラッシュハニー（名前はSPA!版から、また、『あばしり一家』の菊の助に似ている）、目から放射する光線で動物を自由に操る猛獣使いに変身する。他に、銅像、看護婦、ターザン、騎士（鎧で毒針を防ぐ）、黄金仏像（ポール玉玉氏秘蔵の宝物で、パンサーが予告状を出していたもの。日本基地「幻城」に侵入するため擬態した）などの変身がある。
SPA!版では、上記ハリケーンハニーやフラッシュハニーに加え、天使の姿をして自在に飛行できるエンゼルハニー、機関銃を操るコンバットハニー、鎧と槍、隠し剣を武器にする鎧騎士（アーマーナイト）ハニーにチェンジする。また、モデルやプロレスラー、パンサーの技術員や戦闘員に変装したこともある。
『天女伝説』では、マジンガーZのパイルダー部にハニーが接続されたような外見のマジンガーハニーにチェンジしている。

早見 団兵衛
早見家の当主で、スターシステムにより、『あばしり一家』の駄ェ門と同じ顔をしている。本人も「やっとアニメに出演できる」「超能力がないため、今度の役は『あばしり』より弱い」などと話している。武芸全般に優れており、パンサーの戦闘員数人程度は手玉に取ってしまう。しかし、初代漫画では、ハニーの擬態した銅像の胸や陰部を舐めたり、風呂を覗いたりなど、スケベ描写が多い。聖チャペル学園が焼失したあと、ハニーを居候させ、黄金仏像と彼女が入れ替わるのに協力する。
SPA!版では、88歳になった姿で登場する。皺は多くなっているが、息子2人を尻目に、初代漫画版以上の活躍を見せる。しかし、やはりスケベである。ハニーと轟刑事のサポートを全般的に行い、特に最終話では、総理や各国務大臣が列席する最重要会議で堂々と振る舞い、その後パンサーの異次元に次元航空機で潜入し、パラシュートと機関銃を装備して最前線に躍り出るなど、悪馬尻駄ェ門を彷彿とさせる八面六臂を演じる。
早見 青児
新聞記者で、如月博士の研究所がパンサークローにより襲撃された際に、たまたま博士を取材していたことからハニーに協力する。ハニーにパンサーの犯行を知らせる役が多い。宝石店が襲撃された際、パンサーに拉致されてしまい、猛獣使い・アイアンサドーが彼に化けてハニーの隠れ場所である聖チャペル学園を突き止めた。解放された後、ハニーにポール玉玉氏所有の黄金仏像の情報を教える。アニメとは違い、ハニーと恋人になる描写はない。SPA!版では、ハニーコンツェルンのオーナーとして1Pのみ登場する。『天女伝説』では、青児の娘・青子が主人公。同作では見た目もワイルドさを増している。
早見 順平
青児の弟。『あばしり一家』の吉三と同じ顔で、団兵衛同様、「今度の出番」について初登場時に言及した。吉三とは違い、素直な性格だが、父と一緒にハニーの入浴を覗くなど、スケベさは変わらず。SPA!版では、恰幅のいい中年の姿で登場する。
秋夏子
聖チャペル学園の生徒で、ハニーのルームメイトにして一番の親友。ハニーの転入早々、彼女の美貌に一目ぼれし親友として好意的に接する。
ハニーに同性愛に似た感情も抱いており、ハニーもそれに応えているような描写がある。アイアンサドーによって聖チャペル学園にハニーが潜むことを見抜かれた夜、シスタージルの絨毯爆撃から辛くも逃れるも、追い詰められたハニーを助けるために囮になり、パンサー最強の戦士・ドラゴンクローの高熱火炎で灰にされてしまう。彼女の死を目撃し、ハニーは多大な憎悪と共にパンサーの壊滅を誓う。
轟 わたる
SPA!版のメインキャラクター。職業は刑事。少女の変死事件を捜査する中でハニーおよび団兵衛に招かれ、パンサーの存在を知る。はじめは信用しなかったものの、タランチュラパンサーに襲われてハニーへの協力を誓う。永井作品のヒーローらしく、かなりのスケベであるが、高い正義感と、推理力や行動力など優れた素質を活かし、ハニーの危機を救う活躍を見せる。特に射撃の腕は一流で、ホワイトクローを倒した他、最終決戦ではハニーが空中元素固定装置で作りだした高性能銃を操り、パンサーの戦士やジルの分身を倒している。
『天女伝説』にも轟兵太というキャラクターが登場する、わたるの甥っ子。
シスタージル
初代漫画版ではパンサークローの日本支部長、SPA!版では復活したパンサーの首領として描かれている。
初代漫画版では、多くの女戦士たちを指揮する他、尻に装備した鞭を用いてハニーを圧倒するほどの強さを誇る。また、ドラゴン・クローの身体を操った催眠術のような技や、口から吐く火炎など、妖術のような技を使う。最終決戦では、黄金大仏に変身したハニーを基地に運び入れてしまい、彼女と相対するが、ハニーの裸を見て、自らにレズビアンの気があったのかと疑う。ハニーとの決戦の末、豹の正体を明らかにし死亡する。
SPA!版では、豹の姿から、噛み付いた少女の身体を借りて復活し、そのディスコに居合わせた客を洗脳して支配下におく。ハニーいわく、パンサークローとは異次元からの侵略者であるため、その正体は不明。蜘蛛やコブラに姿を変えた自らの分身細胞を優れた能力を持つ女性に寄生させ、怪人を生み出す他、身体を両断されても上半身と下半身が別の怪物になって逃走したり、パンサーゾラの力を借りて巨大な豹となったりなど、凄まじい力を発揮する。ヌードを披露したりなど、彼女もセクシーシーンが多く、またハニーをことあるごとに「美しい」「私のハニー」と言うなど前作以上に執着している。パンサーの次元における最終決戦では、巨大な豹の姿から、同じ意識を持つ10体ほどに分裂するも、団兵衛率いる軍隊がそこに侵入し、ゾラの神像を砕いたことで形成が逆転し、爆撃により半数近くが死亡し、ハニーとの決闘で残り半数もやられ、最後の1体がハニーを追い詰めるものの、鎧騎士に変身されたところで身体を貫かれる。このシーンで、『デビルマン』のセリフが引用されている。
ゾラー（パンサーゾラ）
初代漫画ではパンサークローのアマゾン基地に潜む首領で、イボ痔小五郎曰く、「アマゾネス国の魔術師にして、数千年を生きながらえた魔女」。シスタージルに水晶玉を介して指令を下す。ジルの死後、ハニーに「ペットを殺した」と怒りをぶつけ、宣戦布告し消えていった。
SPA!版ではパンサークローの異次元を支配する「邪神」として描かれる。現実世界に突如現れ、ハニーに「人間は不完全な存在であり、滅びの因子を内包している」と呼びかけ姿を消す。最終決戦では、人類がパンサーの次元に突入したあと、ジルの祈祷で、巨大な岩山がゾラーの姿になり、航空機を次々に撃墜していく。しかし、度重なる爆撃で神像が崩されたことで、パンサーは一気に劣勢となる。
けっこう仮面
SPA!版に登場する、永井豪の他作品からのゲストキャラクター。本作品では、オリジナルを映画化するという設定で登場するため、本物ではない。中学生の寺田林子という少女が、仮面を被って真面目に生きる生活にマンネリを感じたことで、それを晴らすべく周囲に内緒で役を引き受けるが、ジルの分身細胞につけこまれて悪の戦士と化す。共演する役者を惨殺して逃亡し、宝石強盗を働いたあとでハニーと一戦交える。中学生の正体を見破られた後、体操コーチでもある母親に叱責を受けたことで怒りに身を任せ、虎のような戦士に姿を変える。ハニーは涙ながらに彼女を討つ。
イボ痔 小五郎
初代漫画版に登場。永井作品によく登場する、『イボ痔小五郎』シリーズの主人公の探偵。相変わらず痔持ち。コヤヤシ少年をリーダーとする「性悪探偵団」らも登場。本作品では、ポール玉玉氏秘蔵の「黄金仏像」警護にあたる。イボ痔はパンサークローのことを詳しく調査しており、組織の詳しい解説役（如月博士より詳しく説明している）を果たす。ハニーと団兵衛に催眠ガスで眠らされ、ハニーが化けた仏像をおとなしくパンサーに引き渡してしまったことで、ポール氏から「尾骶骨割りチョップ」の制裁を受ける。
スケ番 直子
聖チャペル学園の女番長。『あばしり一家』の直次郎をそのまま女性化したもので、強烈な外見をしている。生まれてから鏡を見たことがなかったが、自分の醜さを鏡で見せられると気絶してしまう。また、『あばしり一家』の五エ門を女性化したキャラクターも冒頭のみ登場している。
アルフォンヌ先生
初代漫画版に登場した、ハニーや夏子の担任。『キッカイくん』のドクター・アルフォンヌの女性版だが、髭はそのまま。同作品に出演したキャラクターの流用、ポチ校長夫人と夜な夜な逢引きを重ねている。パンサーの空爆にあい、死亡する。
常似 ミハル（つねに ミハル）
聖チャペル学園の寮の舎監で生徒からは「ヒストラー」と呼ばれて恐れられている。脱走常習のハニーの天敵。最後はパンサーの空爆により死亡。

## 小説
- キューティーハニーvol.1（団龍彦）
  - スーパークエスト文庫（小学館）
- 悪魔の爪に囚われて キューティーハニーBOYS（諏訪山ミチル、イラスト - 立野真琴）
  - 花丸ノベルズ（白泉社）
  - キューティーハニーの後継者として造られた少年アンドロイドの如月羽仁衣は生徒の失踪が相次ぐ聖ベネディクト学園に、捜査のため潜入する。
- 小説キューティーハニー外伝 ひと夏の冒険（宇山京平、イラスト - すぎやま現象）
  - AnimeStudio（宙出版） Vol.1 - 2（掲載誌休刊により中断）
  - 学園の夏休みを利用して、夏子の叔父の家へ旅行に出かける二人。しかし、道中の電車内で地元のヤクザに絡まれトラブルに発展。ハニーは田舎町に潜む問題を解決するべく奔走する。本作品の黒幕で、オリジナルの女怪人であるレッドモスクローと対峙したところで休刊となったため、キューティーハニーへの変身や戦闘シーンが一切描かれていない。

## ゲーム
当作を冠する家庭用ゲーム機向けのタイトルとしては、2021年現在において後述の『キューティーハニーFX』が唯一である。

ゲームソフト
- キューティーハニー - PC-8801用コンピュータゲーム。ナツメによる開発・販売で、1989年9月下旬に発売予定だったが後に発売中止。中止となった経緯は不明。導入部はAVGで、RPGのような戦闘パートが存在するとのことだった。
- キューティーハニーFX - 1995年11月10日に発売された、PC-FX用コンピュータゲーム。開発データウエスト、販売NECホームエレクトロニクス。如月ハニーの声優は、同時期に展開されていた『新・キューティーハニー』から引き継ぎ、根谷美智子が担当している。
- 魔女っ子大作戦 - 1999年2月4日にバンダイより発売された、PlayStation用シミュレーションRPG。如月ハニー（キューティーハニー）がメインキャラクターのひとりとして登場。声は増山江威子が担当。

モバイルゲーム
- キューティーハニー ラブ・フラッシュ - 2011年に配信されたMobage用ソーシャルゲーム。
- ロボットガールズZ ONLINE - 2014年6月5日よりサービスが開始されたブラウザゲーム。配信はUSERJOY JAPAN。マジンガーZの擬人化「Zちゃん」とゲッターロボの擬人化「ゲッちゃん」がそれぞれハニーに扮したキャラクターとして登場。また敵キャラクターにはシスタージル（声 - 井上喜久子）が登場しており、その後遅れてハニー（声 - 沢城みゆき）も登場した。2021年5月6日11時をもって、サービスは終了している。
- スーパーロボット大戦X-Ω - 2015年10月5日よりサービスが開始された、スマートフォン・タブレット用のゲームアプリ。配信はバンダイナムコエンターテインメント。恒常参戦として『マジンガーエンジェル』版の如月ハニーと搭乗機のキューティーハニーが、2018年10月の期間限定参戦として『Universe』版のハニー（ロボには乗らず等身大サイズで戦う）がプレイアブルユニットとして登場。2021年3月30日をもってサービスは終了したが、同年6月30日までの期間限定でオフライン版が配信されていた。

パチスロ機
- キューティーハニー - 5号機のパチスロ機。

パチンコ機
- CRキューティーハニー - ニューギンのパチンコ機。

## オリジナル・キャラクター
- キューピーハニー
  - キューティーハニーとキューピーをコラボレーションさせたキャラクター。
  - 漫画版 - さくらいみや『キューピーハニー』
    - 小学館『ぷっちぐみ』
    - てんとう虫コミックススペシャル

## その他シリーズ作品での登場
- ダイナミックヒーローズ - 初代テレビシリーズに準拠したハニーが準主役として登場。
  - e-manga（講談社）2004年6月 - 2007年7月
- バイオレンスジャック - 如月ハニーが大魔神サタンこと飛鳥了の妹として登場。キューティーハニー、ハリケーンハニー、フラッシュハニーらも如月ハニーと同じ孤児院で育った仲間として登場する。
- おいら女蛮 - 主人公・女蛮子が通う「女尊学園」は豹の爪（パンサークロー）の養成機関。
- マジンガーエンジェル - 如月ハニーが先代エンジェルとして度々登場。クライマックスでは専用のMAである「キューティーハニー」に搭乗する。
- ハニー&雪子姫 キューティーヒロイン大作戦 - ハニーが主役として登場。
  - 週刊コナミ2008年2月 -
- 炎魔VS（えんまバーサス）〜ドロロンえん魔くん外伝〜 - 成長した炎魔くんたちの前に、シスタージルとの戦いの真っ最中のキューティーハニーが突然現れた。
  - ビジネスジャンプ（集英社）2010年7月21日No.15
- 真マジンガーZERO - Dr.ヘル軍団に挑むレジスタンスの一人としてハニーが登場。
- 地球壊滅的B級カノジョZ 宇宙大戦 - ソーシャルゲーム。コラボしてカードとして登場。
- 降魔伝 手天童子 - 自衛隊の鬼対策のための特務部隊隊員如月アイが登場。
- 激マン! キューティーハニー編 - テレビアニメや漫画第1作、またその後の新シリーズの創作の過程がフィクションも交えて描かれる。
- グレンダイザー ギガ - 本作品の牧場ひかるはキューティーハニーに変身する。